# Perros-Guirec

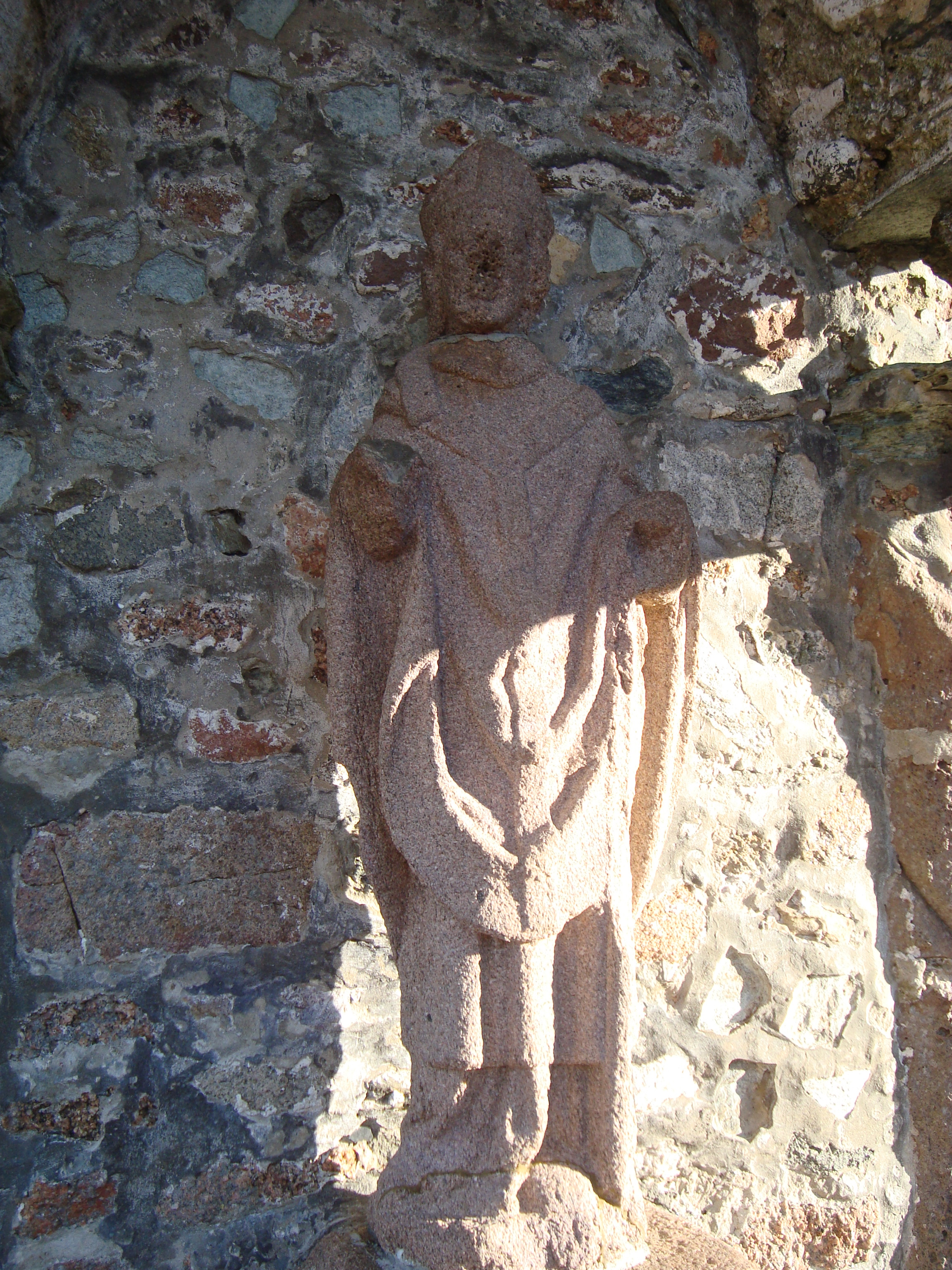
Statue de saint Guirec, qui donna son nom à la commune.

Perros-Guirec [pɛʁɔs giʁɛk] est une commune, chef-lieu de canton du département des Côtes-d'Armor, dans la région Bretagne, en France. Elle se trouve à 78 km de Saint-Brieuc, 175 km de Rennes et 524 km de Paris.
Prestigieuse station balnéaire depuis plus d'un siècle, Perros-Guirec est située dans un site naturel exceptionnel et protégé, au sein d'un paysage insolite où la terre et la mer sont parsemées de rochers de granit rose aux formes qui semblent comme découpées par le vent.
La ville a deux emblèmes : le macareux, petit oiseau marin au bec coloré dont la plus grande colonie en France se trouve dans les Sept-Îles, et la fleur d'hortensia particulièrement présente dans la ville et les jardins particuliers.
Perros-Guirec tire une part importante de ses ressources du tourisme. Durant l'été, la ville prend une autre dimension tant en matière d'animations (sportives, culturelles et économiques) que de population (qui se multiplie par cinq environ). Elle bénéficie d'une réputation de station balnéaire familiale, grâce à ses quelques magnifiques plages de sable fin (Trestraou et Trestrignel) bordées de villas remarquables et à sa côte de granit rose où l'on trouve des blocs aux formes impressionnantes.
Outre la ville-centre, la commune présente plusieurs bourgs dont les deux plus importants sont Ploumanac'h et La Clarté.

## Géographie
Perros-Guirec est située sur l'un des plus beaux sites naturels de France. Le Sentier des douaniers, sur le site protégé des landes de Ploumanac'h, borde la Côte de granit rose, érodée depuis près de 300 millions d'années, qui offre un paysage remarquable de chaos granitiques aux formes insolites, s'étendant sur près de 9 km.

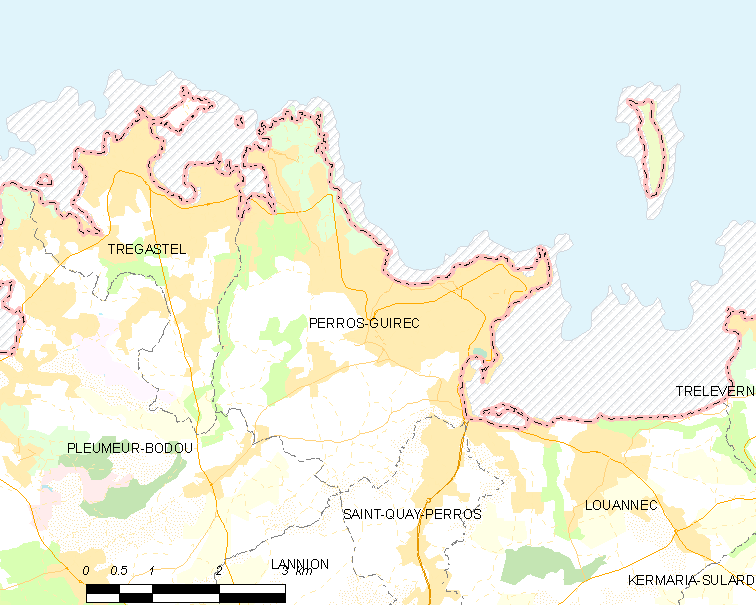
Carte de Perros-Guirec et des communes avoisinantes.

### Localisation
| La Manche      | La Manche     | La Manche                  |
| Trégastel      | Perros-Guirec | La Manche                  |
| Pleumeur-Bodou | Lannion       | Louannec Saint-Quay-Perros |

### Relief et géologie
La ville de Perros-Guirec domine la Manche d'une soixantaine de mètres d'altitude, le littoral étant pour l'essentiel formé de falaises escarpées. Les altitudes au sein du finage communal atteignent même plus de 80 mètres dans la partie sud, non urbanisée, de la commune (jusqu'à 96 mètres à sa limite sud, au lieu-dit Barnabanec). Ce n'est que vers l'ouest de la commune que les altitudes s'abaissent quelque peu (autour d'une trentaine de mètres vers la Clarté et d'une vingtaine de mètres dans les parages de Ploumanac'h et de Randreuz), ainsi qu'à la limite sud-est de la commune, entre le Port et Pont-Guennec où les altitudes ne sont que de quelques mètres.

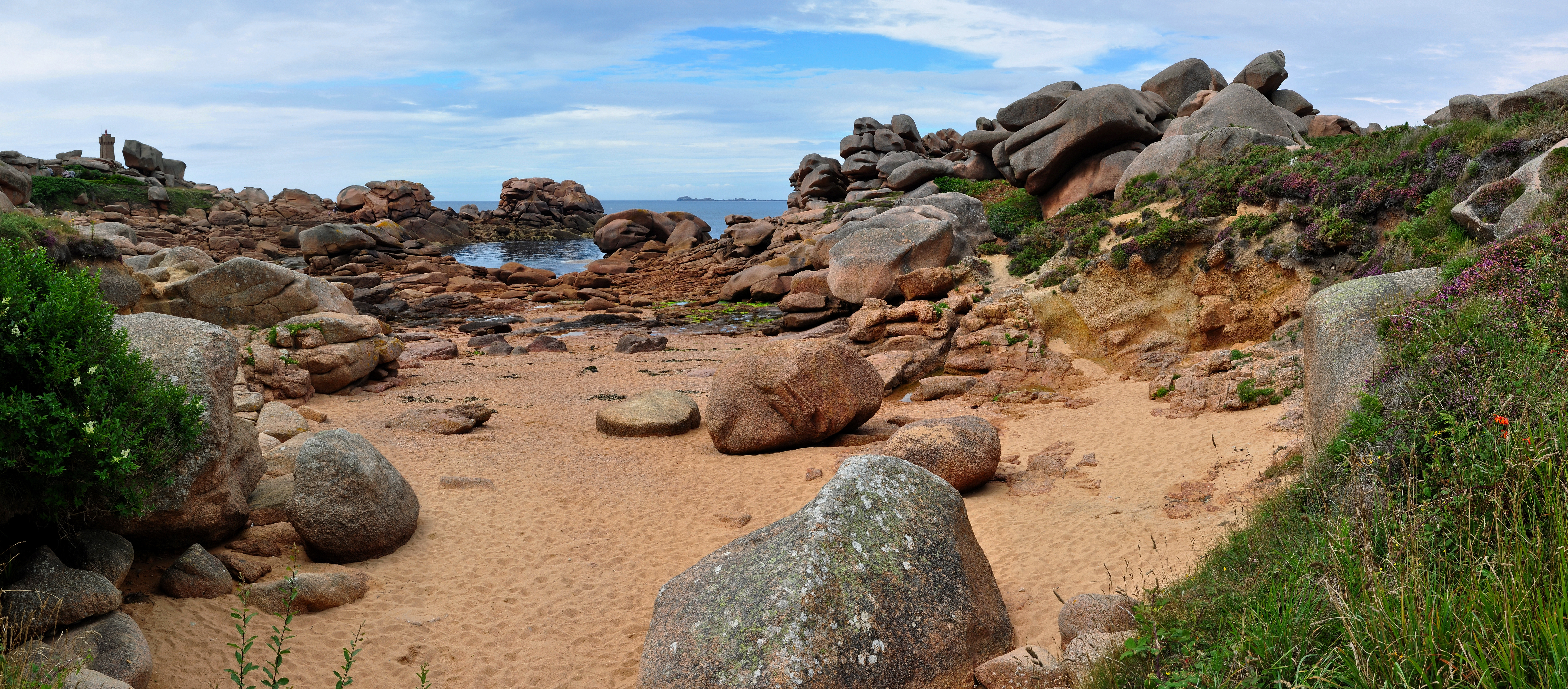
Rochers de la Côte de granit rose à Ploumanac'h.

Le littoral, sinueux, est très découpé, alternant baies et caps : de l'est vers l'ouest, alternent l'anse de Perros (où a été aménagé le port), la pointe du Château (la plus avancée en mer, qui donne à l'ensemble de la commune une allure de presqu'île et se termine à son extrémité nord par la région très escarpée de Trestignel), la plage de Trestignel, la pointe du Sphinx (bordée d'un estran rocheux découvrant à marée basse), la plage de Trestraou, Beg ar Storloc'h (« Beg » signifie « pointe » en breton), la grève Saint-Pierre, bordée de falaises vives, la presqu'île de Ploumanac'h (là se trouvent les célèbres falaises de granit rose) et enfin, à l'extême ouest de la commune la baie découvrant largement à marée basse, correspondant à l'embouchure du cours d'eau de la vallée des Traouïero, et au large de laquelle se trouve l'île de Costaérès. Plus au large l'archipel des Sept-Îles dépend administrativement de Perros-Guirec, de même que l'île Tomé, située au large de la pointe du Château.
La ville comprend trois plages principales. Celle de Trestraou est la plus grande : il s'agit d'une grande plage de sable fin qui fait face aux Sept-Îles. On y trouve le casino, le Grand Hôtel et le Palais des Congrès, où ont souvent lieu des expositions et des concerts de musique de chambre. Les plages sont entourées de remarquables villas balnéaires de la fin du XIXe siècle et du début du XXe siècle. De l'embarcadère de cette plage, on embarque pour visiter les Sept-Îles qui l'environnent, parmi lesquelles « l'île aux Oiseaux » (l'île Rouzic), inhabitée, mais où résident goélands et fous de Bassan. On embarque également pour l'île de Bréhat.

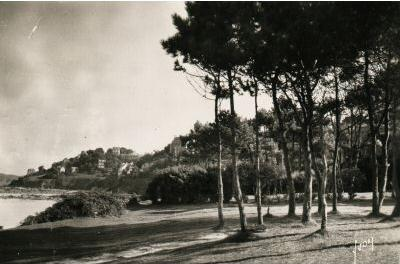
La plage de Trestraou vers 1930 (carte postale).
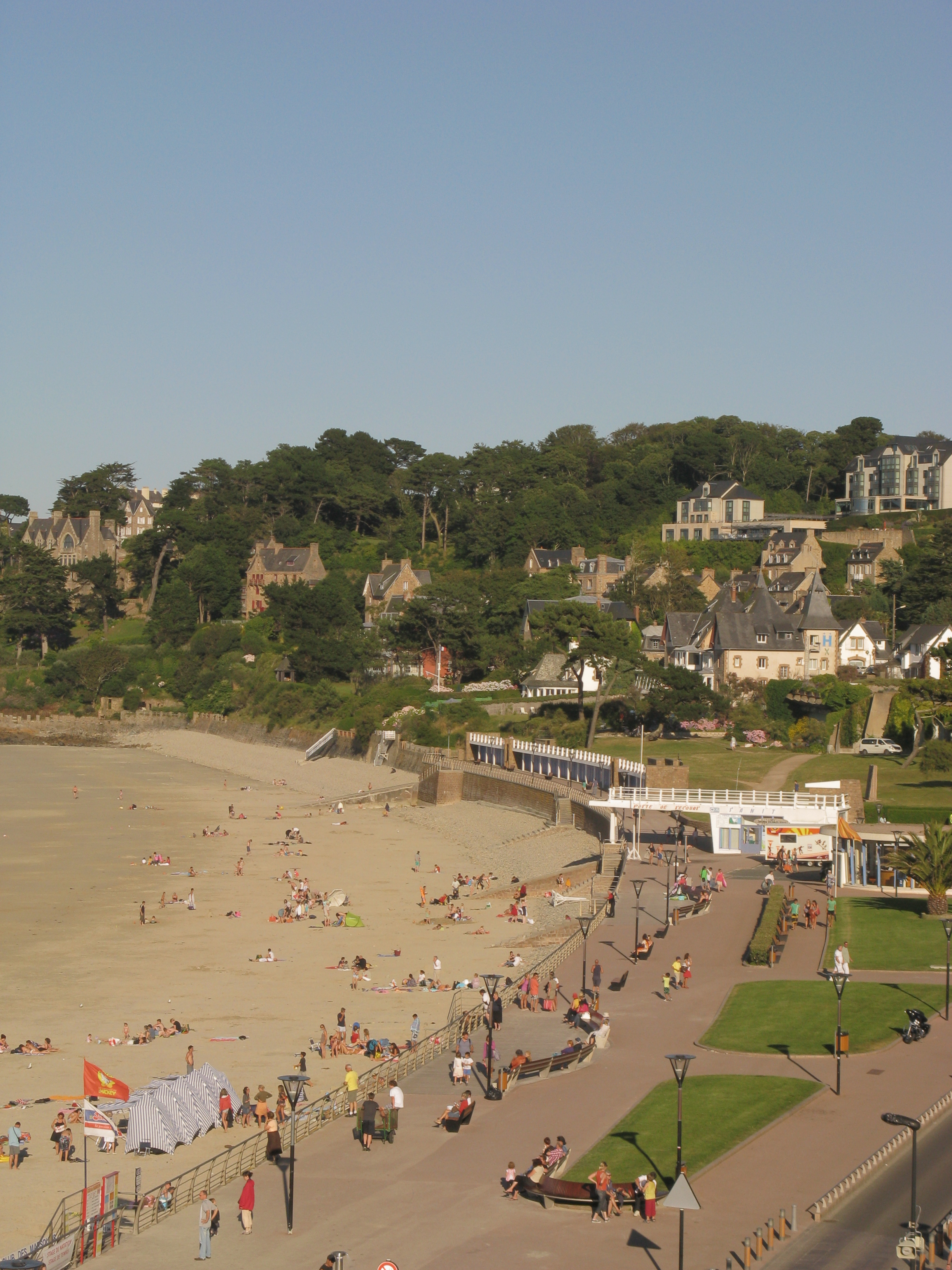
La plage de Trestraou et les falaises en direction de la pointe du Sphinx.
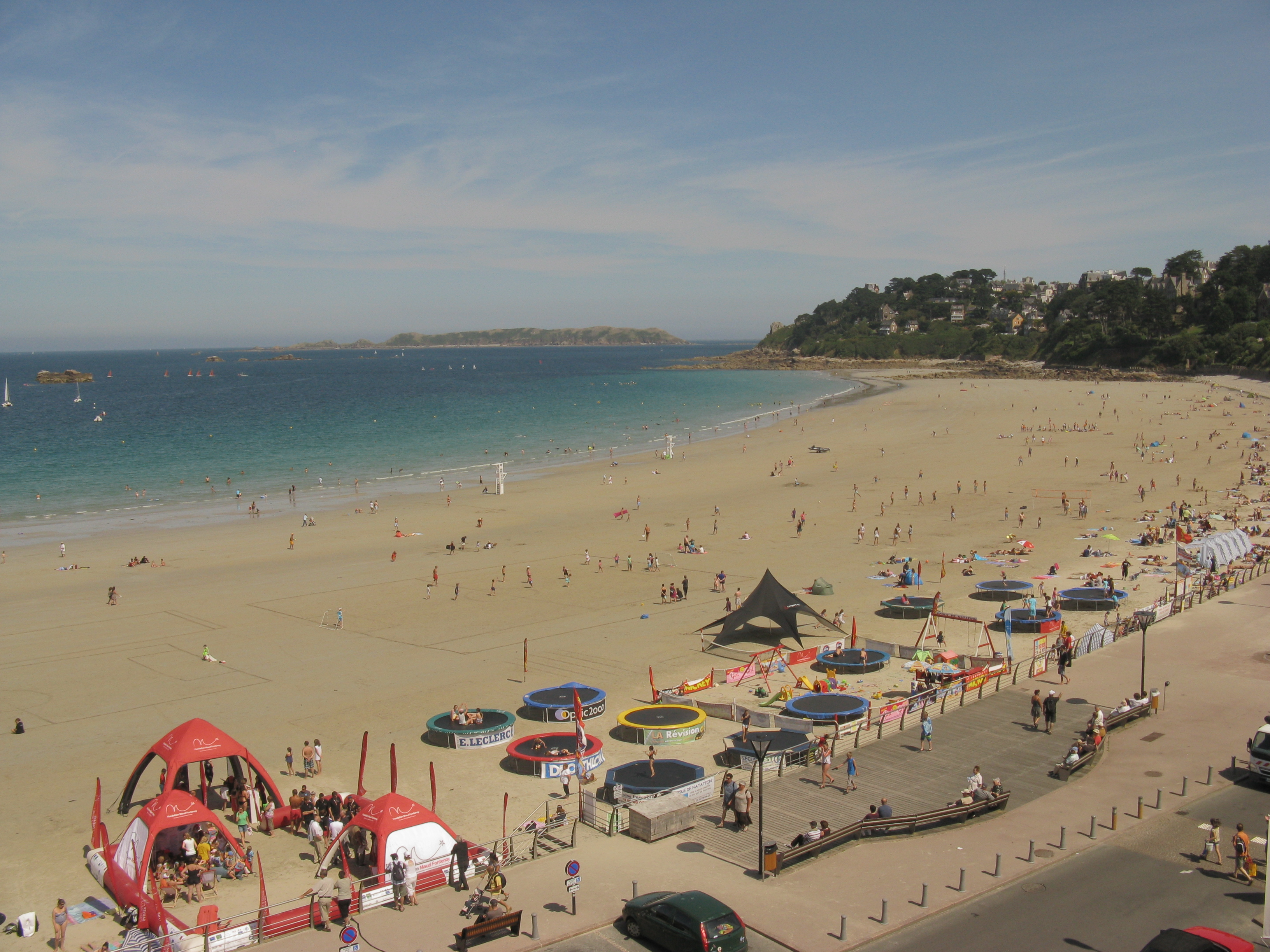
La plage de Trestraou en saison touristique ; au large l'île Tomé).
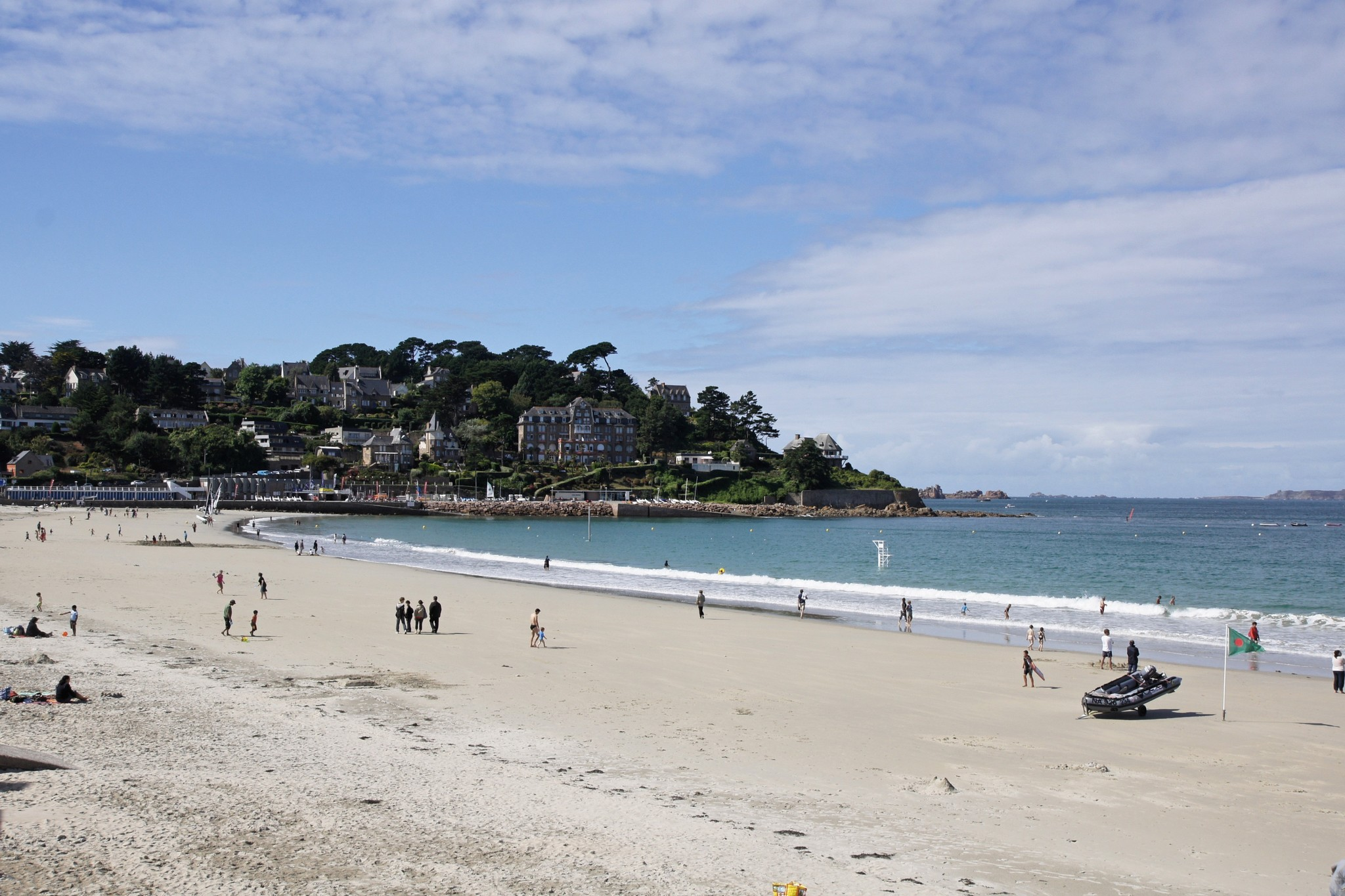
La plage de Trestraou et les falaises de Beg ar Storloc'h.

La plage de Trestrignel est un peu plus sauvage. Également de sable fin, elle est de plus faible longueur que Trestraou, plus traditionnelle aussi car moins animée. Elle est comme encaissée au bas d'une côte, bordée de somptueuses villas (dont la villa « Silencio y descanso », construite par les architectes Pierre-Henri Gelis-Didot et Théodore Lambert pour la comédienne Marcelle Josset et achetée en 1908 par le peintre Maurice Denis et flanquée d'une pointe, dite « pointe du Château », un promontoire rocheux du haut duquel on peut profiter d'une vue panoramique sur les îles, notamment sur l'île Tomé (qui ne fait pas partie des Sept-Îles).

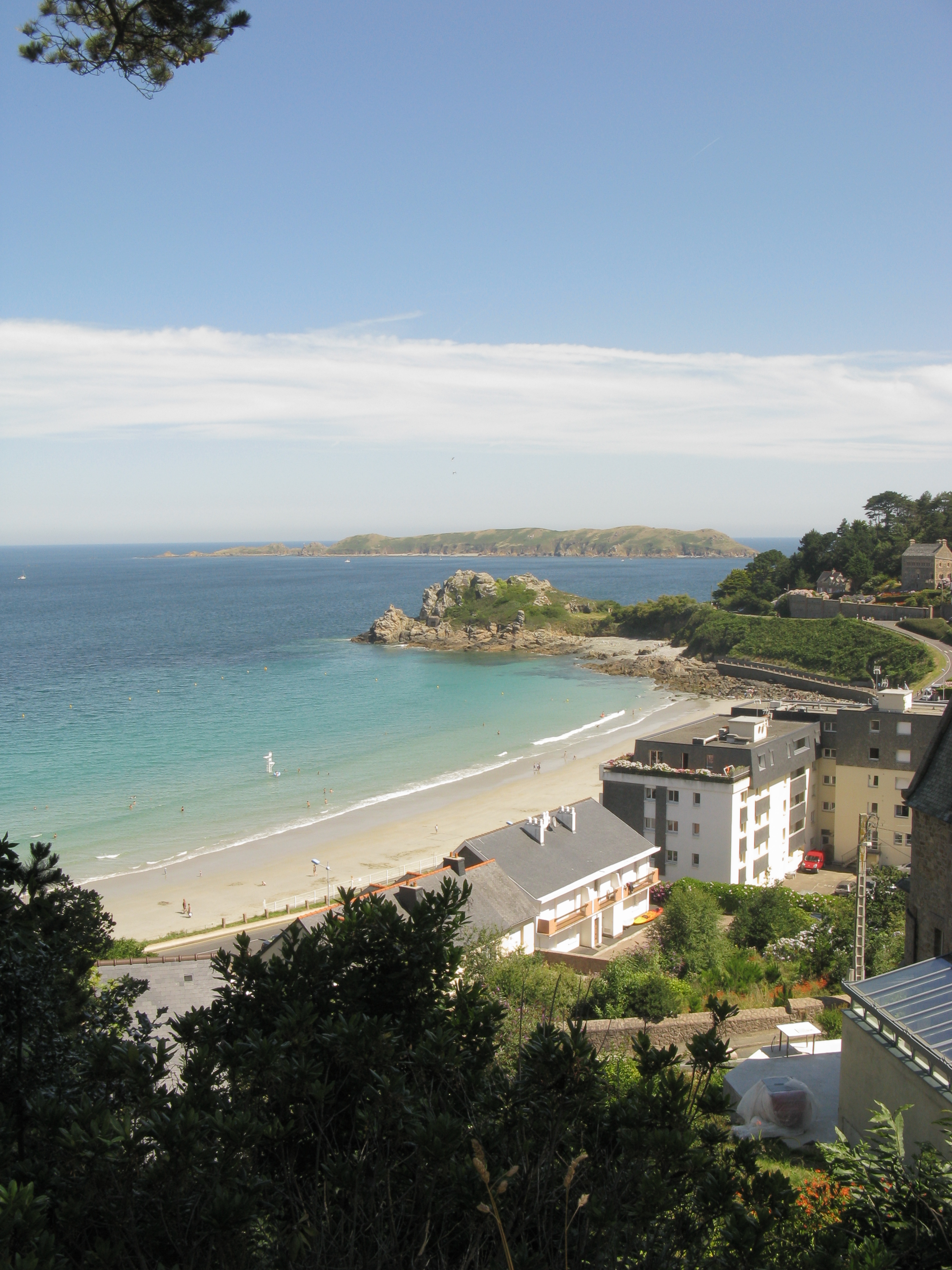
La plage de Trestignel et la pointe du Château ; à l'arrière-plan l'île Tomé.
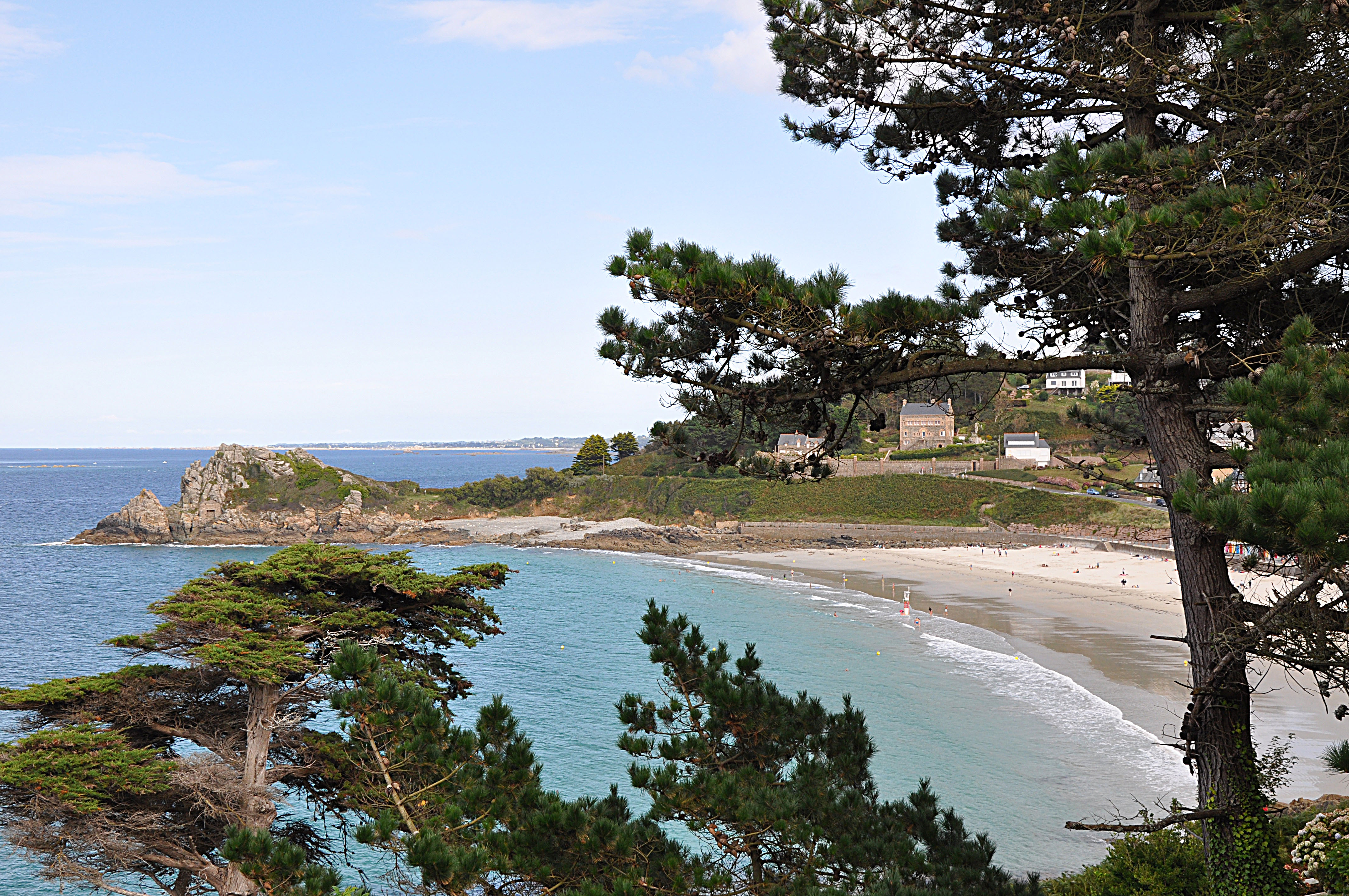
La plage de Trestrignel.
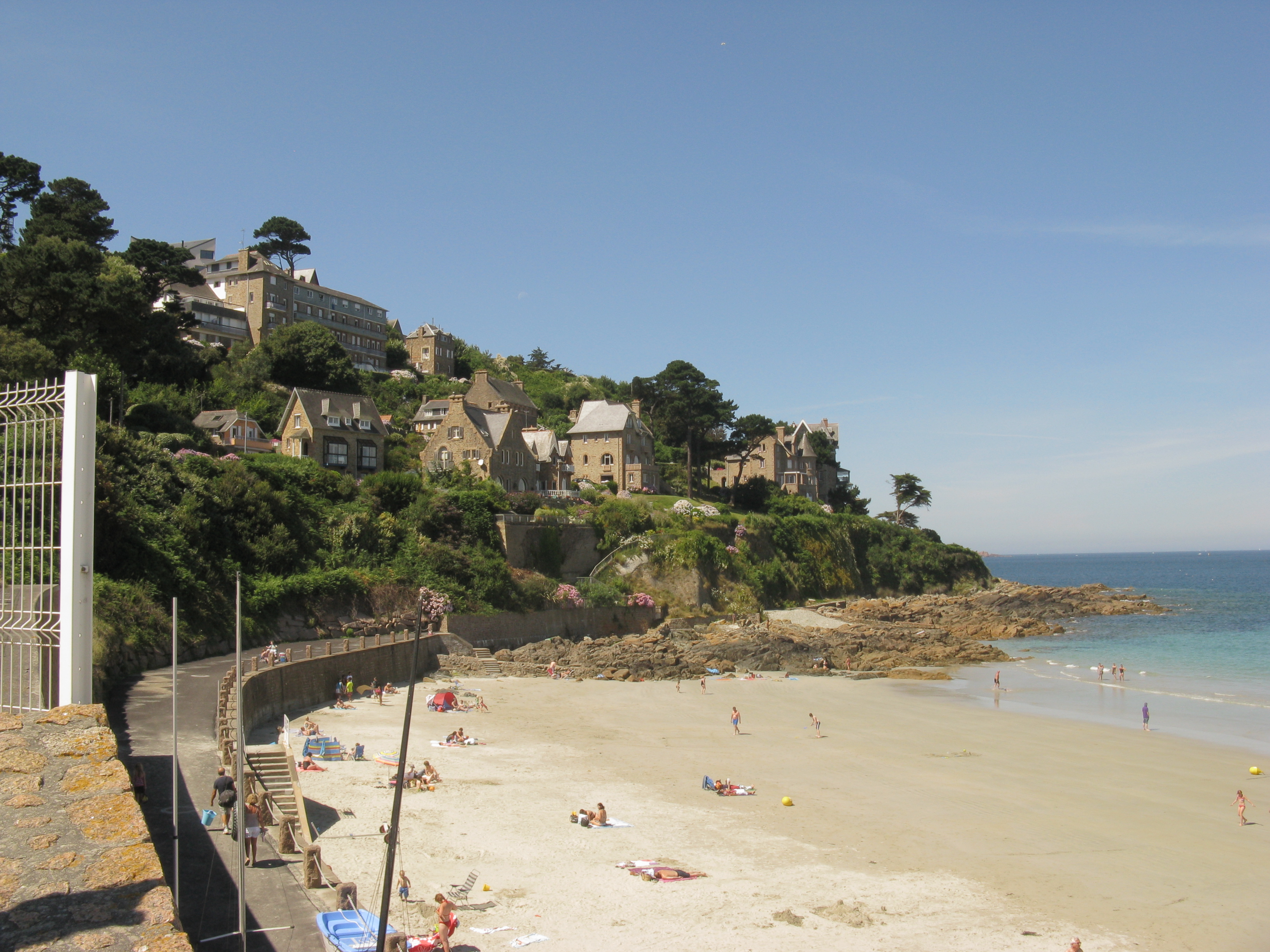
La plage de Trestrignel et les falaises en direction de la pointe du Sphinx.

La plage de Saint-Guirec se situe quant à elle dans le bourg de Ploumanac'h, le long du sentier des douaniers ; joyau de la Côte de Granit rose, elle constitue une halte onirique pour tout randonneur l'été. Face à elle, sur la petite île de Costaérès, se dresse le château de Costaérès. D'autres petites plages alternent avec les rochers de la Côte de granit rose tout au long de la presqu'île de Ploumanac'h, par exemple la plage de Pors Rolland.

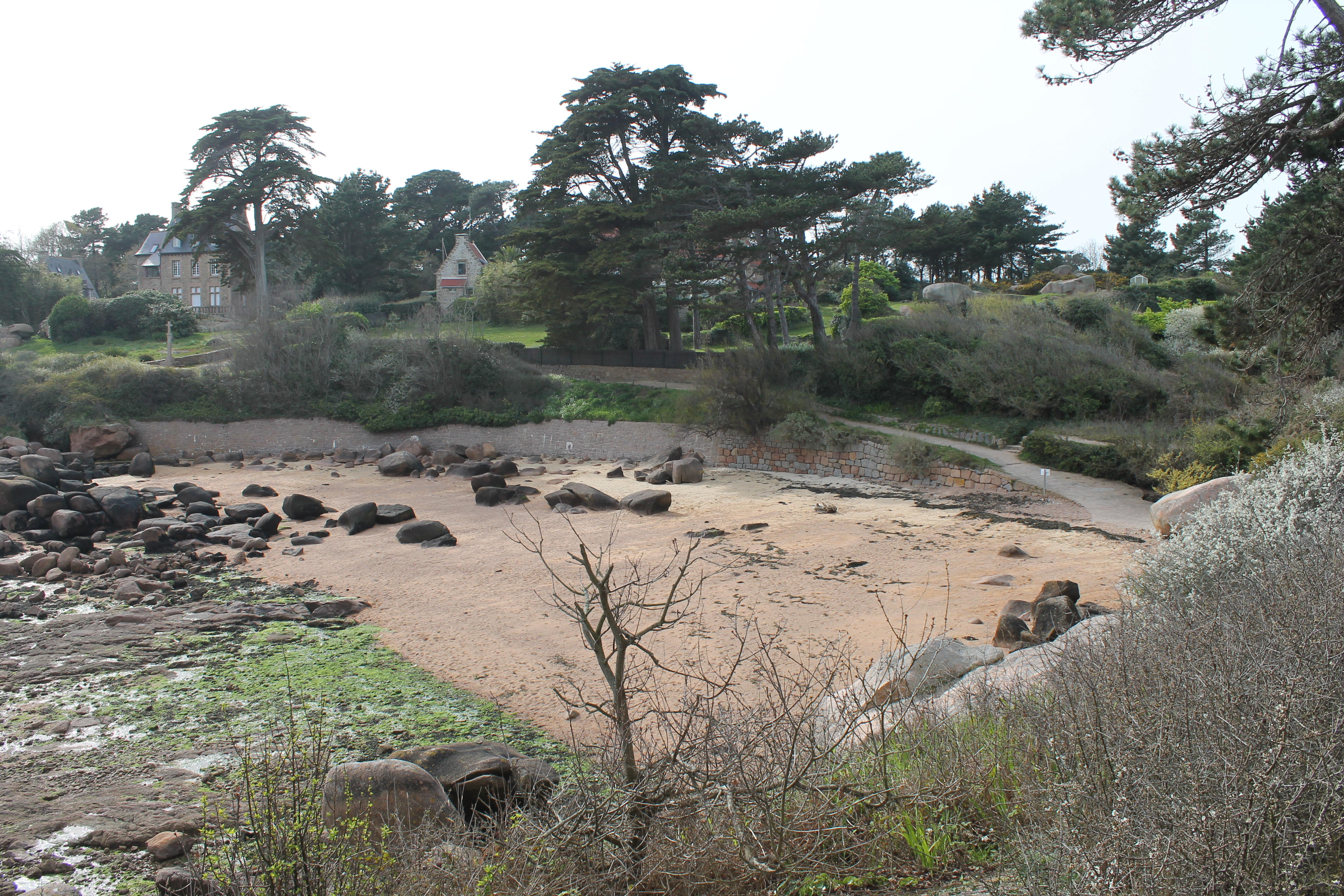
La plage de Pors Rolland à marée basse.
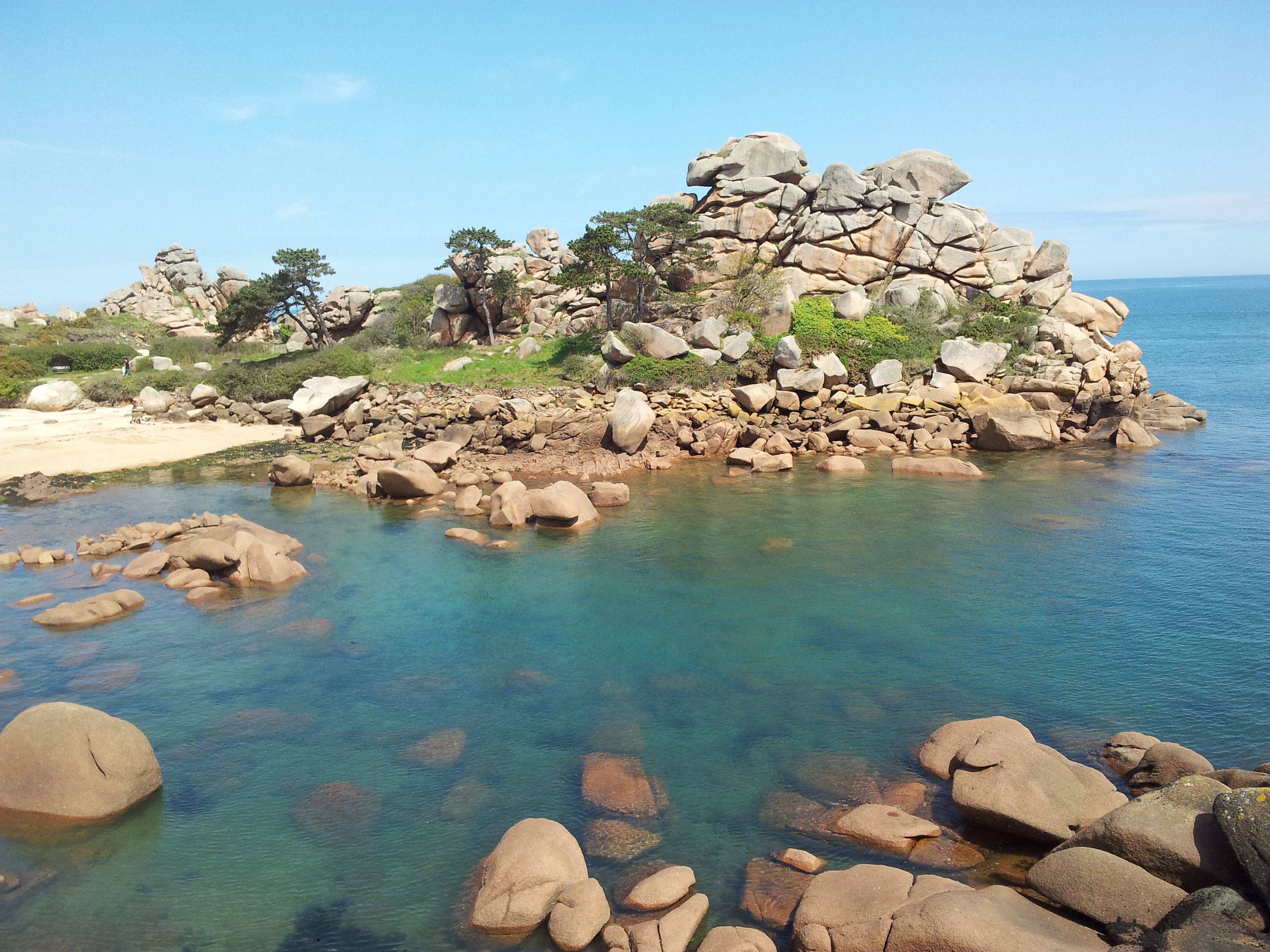
La Côte de granit rose le long du « sentier des douaniers ».
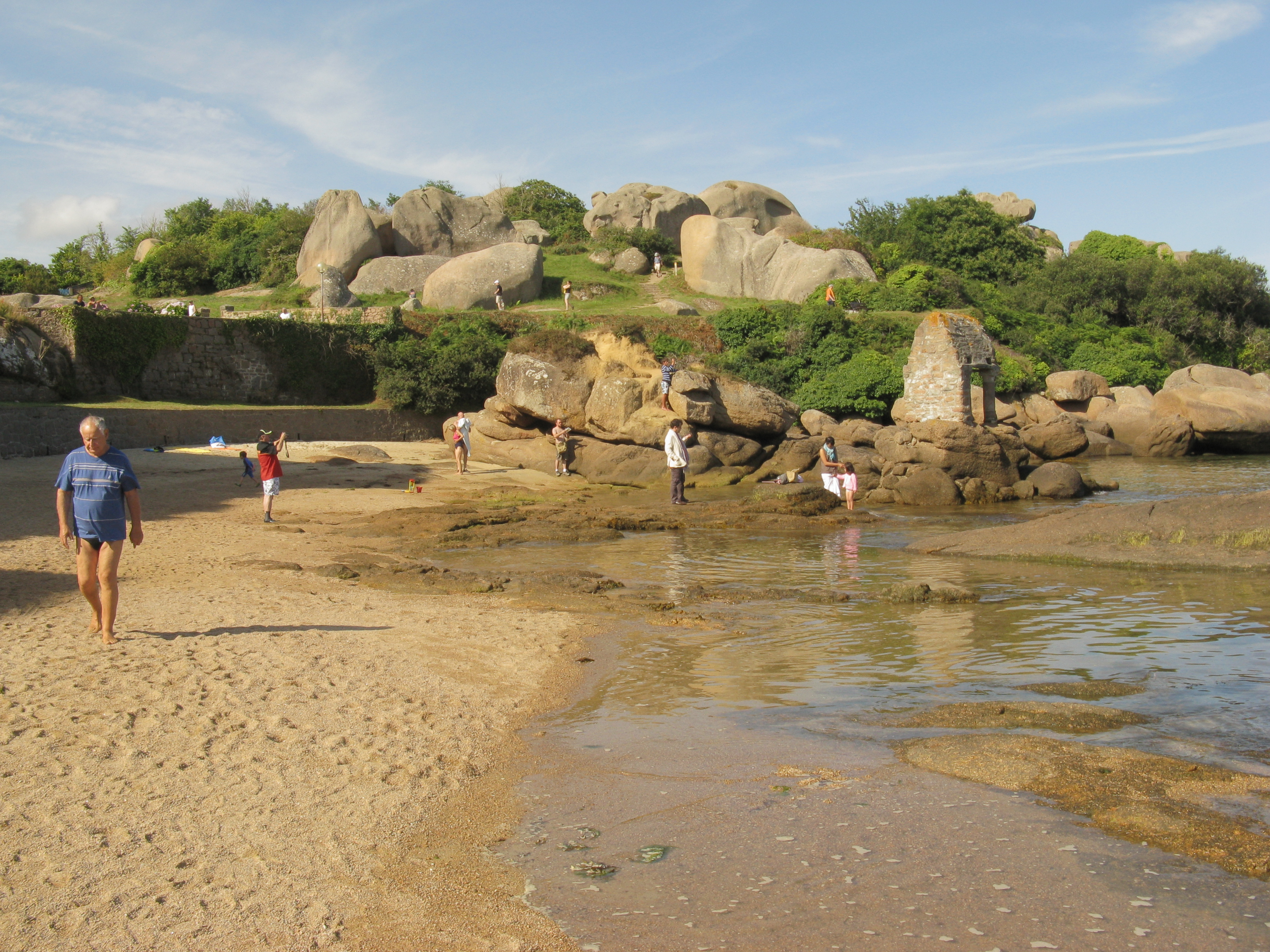
Rochers de granit rose au sud de la plage de Saint-Guirec.
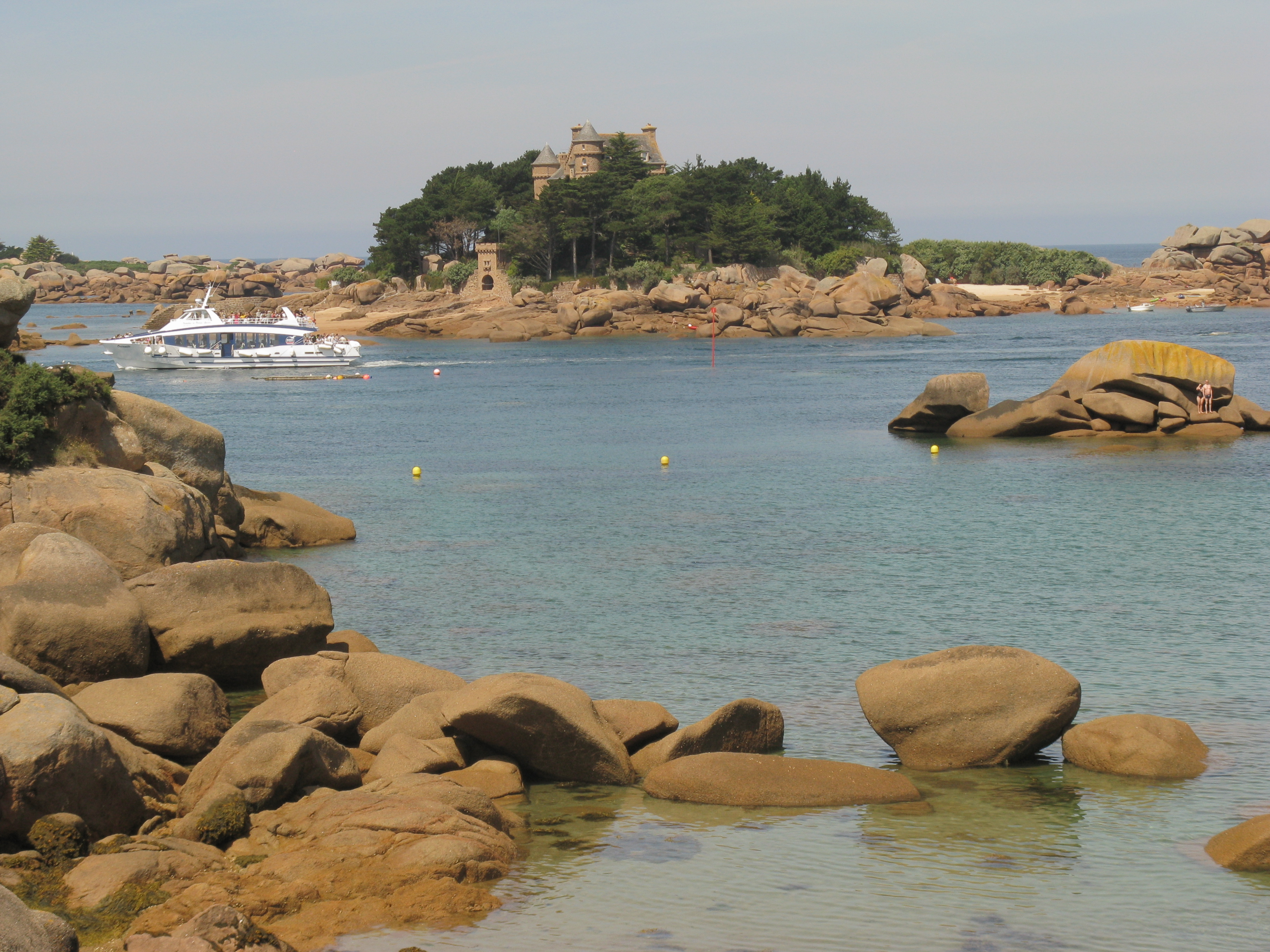
L'île de Costaérès et son château vus depuis la plage de Saint-Guirec.
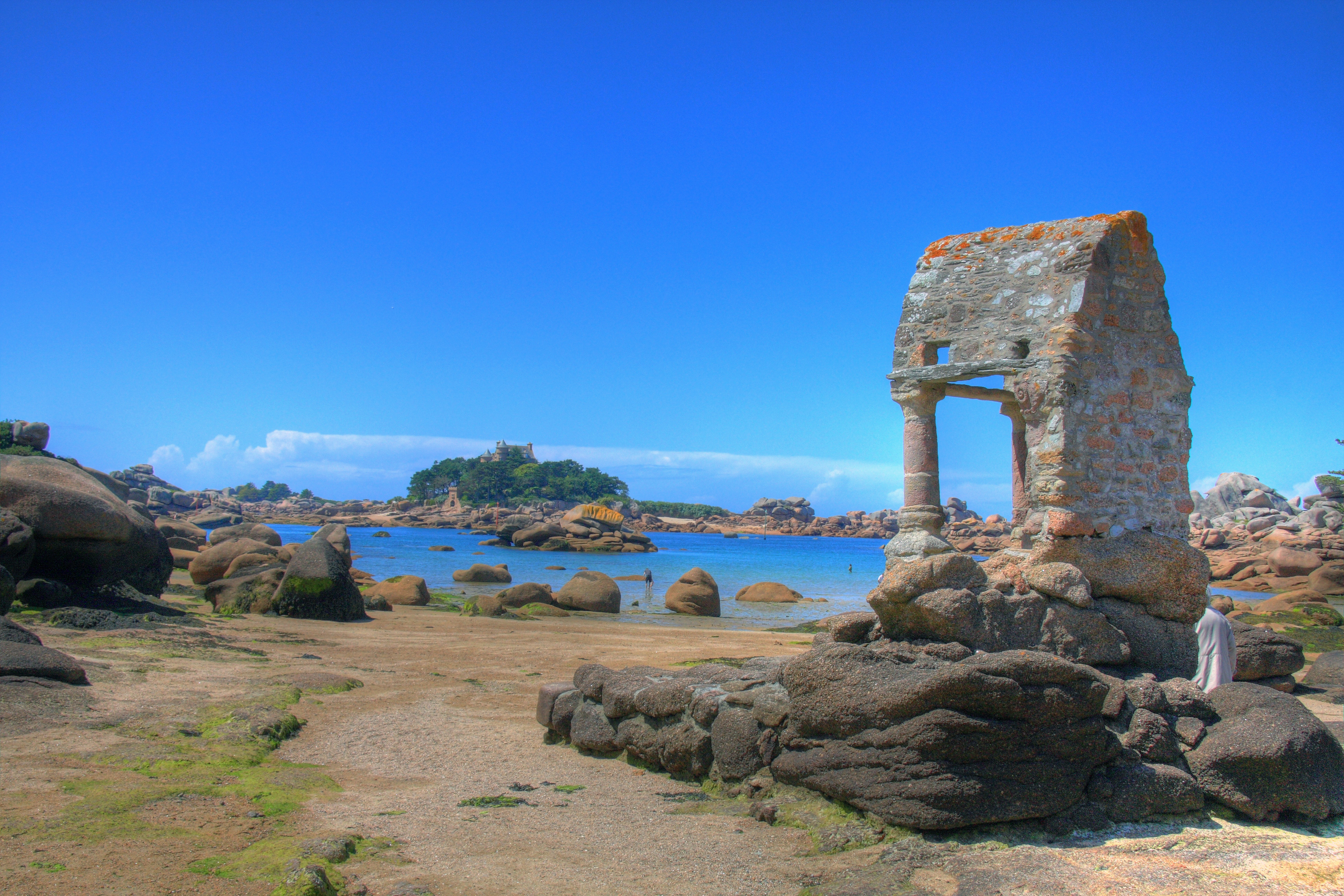
L'oratoire de Saint-Guirec.

Le port de la ville est doté d'un bassin à flot qui accueille aussi bien les marins pêcheurs que les plaisanciers. Un bassin de rétention d'eau jouxtant le bassin à flot, le Linkin, anciennement bassin de chasse, a été transformé en aire d'activités nautiques (scolaire ou touristique, selon la saison).
Perros-Guirec est également célèbre pour les Sept-Îles, dont l'une, l'île aux Moines, peut être visitée.

### Hydrographie
Pour un article plus général, voir Réseau hydrographique des Côtes-d'Armor.
La commune est située dans le bassin Loire-Bretagne. Elle est drainée par le Kerduel et le ruisseau du Gruguil,,.

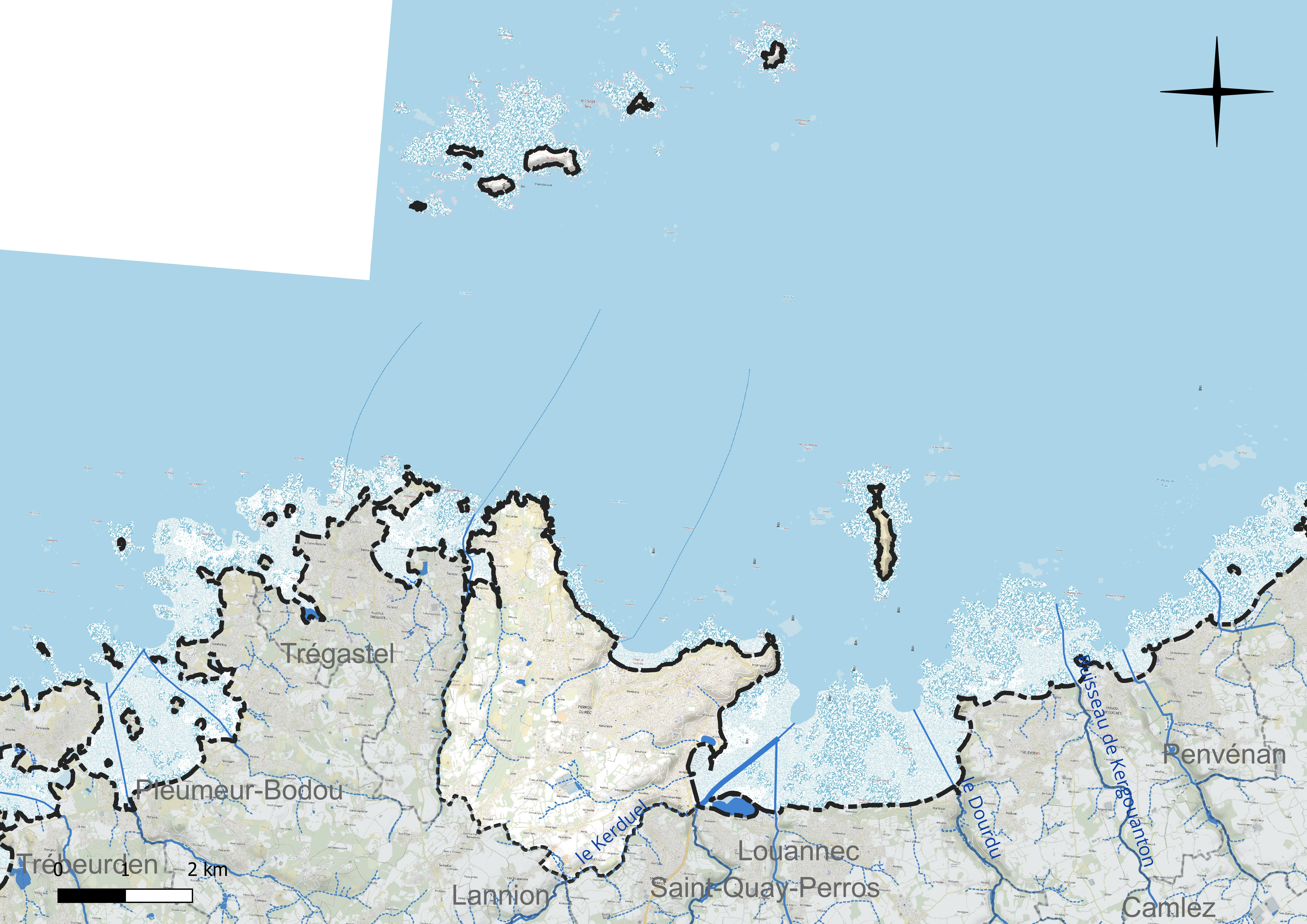
Réseau hydrographique de Perros-Guirec.

### Climat
Le climat qui caractérise la commune est qualifié, en 2010, de « climat océanique franc », selon la typologie des climats de la France qui compte alors huit grands types de climats en métropole. En 2020, la commune ressort du type « climat océanique » dans la classification établie par Météo-France, qui ne compte désormais, en première approche, que cinq grands types de climats en métropole. Ce type de climat se traduit par des températures douces et une pluviométrie relativement abondante (en liaison avec les perturbations venant de l'Atlantique), répartie tout au long de l'année avec un léger maximum d'octobre à février.
Les paramètres climatiques qui ont permis d’établir la typologie de 2010 comportent six variables pour les températures et huit pour les précipitations, dont les valeurs correspondent aux données mensuelles sur la normale 1971-2000. Les sept principales variables caractérisant la commune sont présentées dans l'encadré ci-après.
| Paramètres climatiques communaux sur la période 1971-2000 - Moyenne annuelle de température : 11,3 °C - Nombre de jours avec une température inférieure à −5 °C : 0,5 j - Nombre de jours avec une température supérieure à 30 °C : 0 j - Amplitude thermique annuelle : 9,6 °C - Cumuls annuels de précipitation : 869 mm - Nombre de jours de précipitation en janvier : 15,4 j - Nombre de jours de précipitation en juillet : 7,5 j |

Avec le changement climatique, ces variables ont évolué. Une étude réalisée en 2014 par la direction générale de l'Énergie et du Climat complétée par des études régionales prévoit en effet que la  température moyenne devrait croître et la pluviométrie moyenne baisser, avec toutefois de fortes variations régionales. La station météorologique de Météo-France installée sur la commune et mise en service en 1947 permet de connaître l'évolution des indicateurs météorologiques. Le tableau détaillé pour la période 1981-2010 est présenté ci-après.
| Mois                                  | jan.           | fév.            | mars            | avril         | mai            | juin            | jui.           | août            | sep.          | oct.          | nov.            | déc.           | année     |
| ------------------------------------- | -------------- | --------------- | --------------- | ------------- | -------------- | --------------- | -------------- | --------------- | ------------- | ------------- | --------------- | -------------- | --------- |
| Température minimale moyenne (°C)     | 5,2            | 4,9             | 6,3             | 7,1           | 9,6            | 12              | 13,9           | 14,3            | 13,2          | 10,8          | 8               | 5,9            | 9,3       |
| Température moyenne (°C)              | 7,4            | 7,3             | 8,9             | 9,9           | 12,4           | 14,8            | 16,9           | 17,3            | 16            | 13,4          | 10,2            | 8              | 11,9      |
| Température maximale moyenne (°C)     | 9,6            | 9,7             | 11,5            | 12,7          | 15,2           | 17,7            | 19,8           | 20,4            | 18,9          | 16            | 12,5            | 10,2           | 14,5      |
| Record de froid (°C) date du record   | −11 20.01.1963 | −11 21.02.1948  | −3,2 03.03.1965 | 0 12.04.1986  | 1,8 03.05.1967 | 6 02.06.1949    | 8,2 12.07.1972 | 7,8 27.08.1950  | 7 30.09.1974  | 1 30.10.1997  | −2,8 04.11.1949 | −10 24.12.1963 | −11 1963  |
| Record de chaleur (°C) date du record | 17,8 24.01.16  | 20,6 23.02.1990 | 25 30.03.21     | 26,9 18.04.18 | 30,3 16.05.02  | 32,7 20.06.1998 | 36,2 19.07.16  | 35,6 29.08.1961 | 30,5 30.09.11 | 30,8 01.10.11 | 22 01.11.15     | 18,3 19.12.15  | 36,2 2016 |
| Précipitations (mm)                   | 93,3           | 76,3            | 65,5            | 64,9          | 61,3           | 45,5            | 47,4           | 49,5            | 55,4          | 91,5          | 95,8            | 109,8          | 856,2     |

## Urbanisme

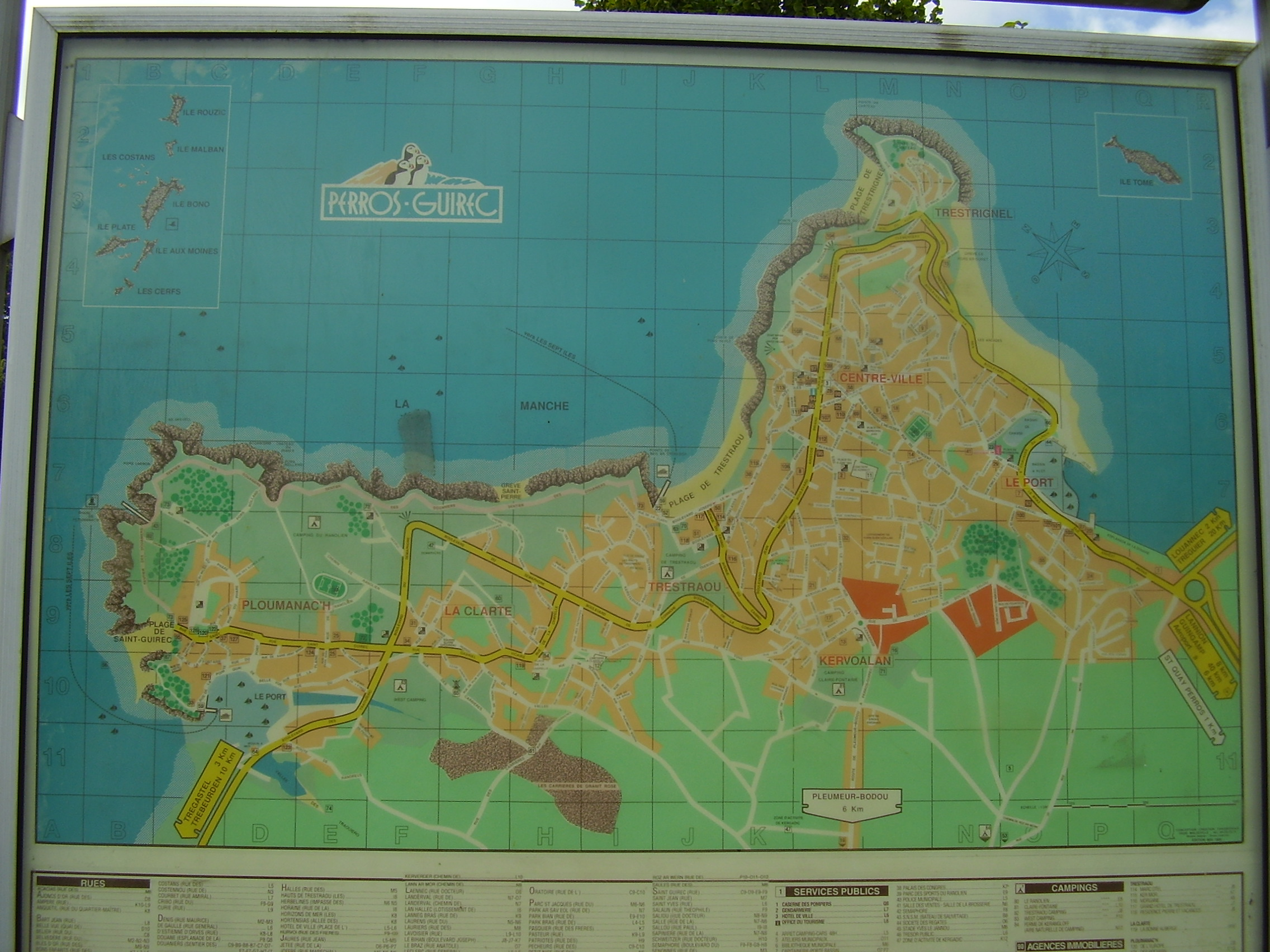
Plan de Perros-Guirec.

### Typologie
Au 1er janvier 2024, Perros-Guirec est catégorisée petite ville, selon la nouvelle grille communale de densité à 7 niveaux définie par l'Insee en 2022.
Elle appartient à l'unité urbaine de Lannion, une agglomération intra-départementale dont elle est une commune de la banlieue,. Par ailleurs la commune fait partie de l'aire d'attraction de Lannion, dont elle est une commune du pôle principal,. Cette aire, qui regroupe 40 communes, est catégorisée dans les aires de 50 000 à moins de 200 000 habitants,.
La commune, bordée par la Manche, est également une commune littorale au sens de la loi du 3 janvier 1986, dite loi littoral. Des dispositions spécifiques d’urbanisme s’y appliquent dès lors afin de préserver les espaces naturels, les sites, les paysages et l’équilibre écologique du littoral, tel le principe d'inconstructibilité, en dehors des espaces urbanisés, sur la bande littorale des 100 mètres, ou plus si le plan local d’urbanisme le prévoit.

### Occupation des sols
L'occupation des sols de la commune, telle qu'elle ressort de la base de données européenne d’occupation biophysique des sols Corine Land Cover (CLC), est marquée par l'importance des territoires artificialisés (50,7 % en 2018), en augmentation par rapport à 1990 (41,4 %). La répartition détaillée en 2018 est la suivante : 
zones urbanisées (47,2 %), zones agricoles hétérogènes (29,6 %), milieux à végétation arbustive et/ou herbacée (10,1 %), forêts (7,5 %), mines, décharges et chantiers (3,5 %), zones humides côtières (2,1 %). L'évolution de l’occupation des sols de la commune et de ses infrastructures peut être observée sur les différentes représentations cartographiques du territoire : la carte de Cassini (XVIIIe siècle), la carte d'état-major (1820-1866) et les cartes ou photos aériennes de l'IGN pour la période actuelle (1950 à aujourd'hui).

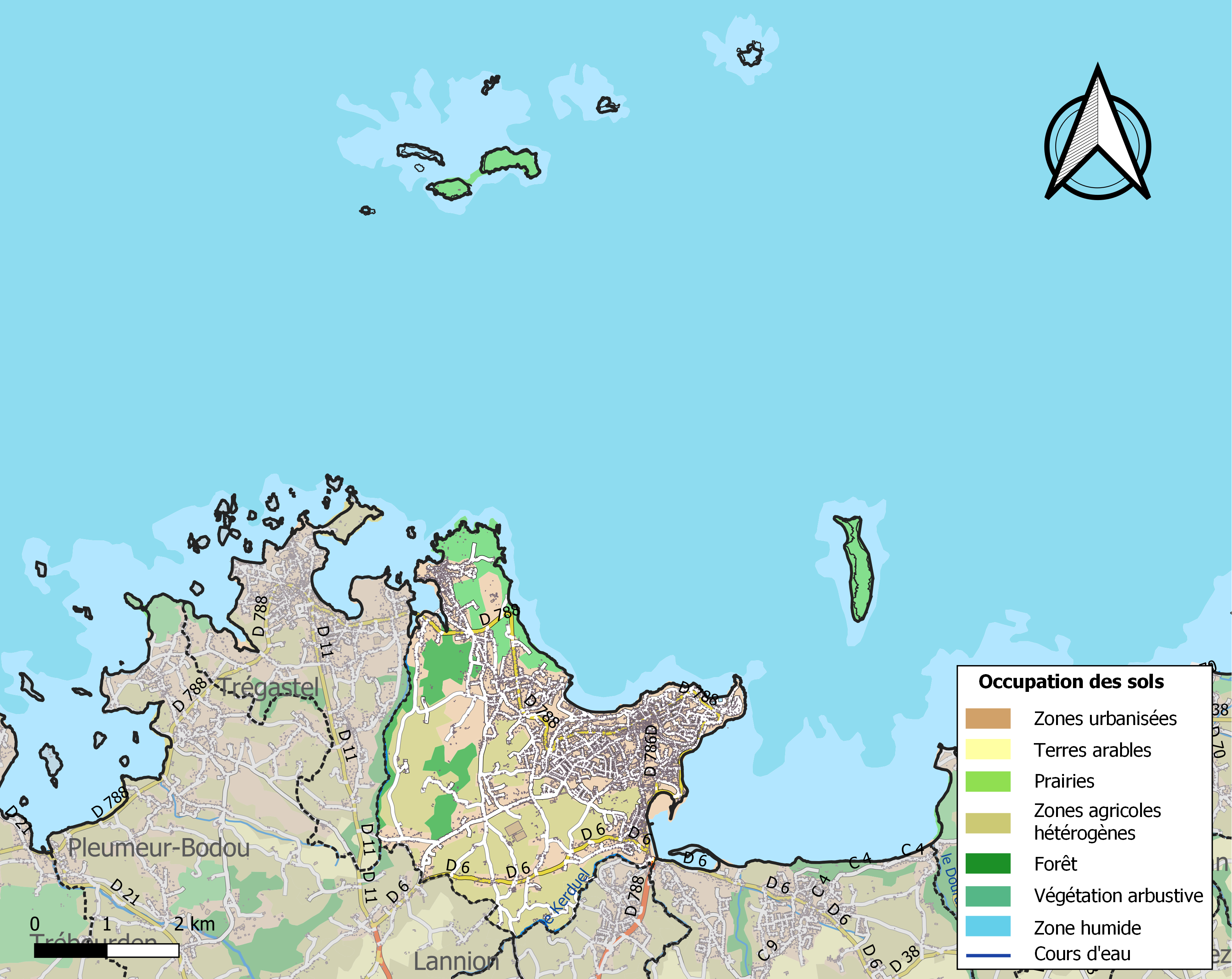
Carte des infrastructures et de l'occupation des sols de la commune en 2018 (CLC).

## Toponymie
Le nom de la paroisse est attesté sous les formes « Penros » en 1198, 1267, 1453 et 1630, « Penros Quiroc » au XVIe siècle, « Penros Guirec » en 1516, « Perros » en 1592 et « Peros-Quirec » en 1779.
Perros-Guirec est un hagiotoponyme caché.
Perros est un toponyme breton composé de penn, qui signifie « bout, extrémité » et de roz, « promontoire, coteau ». Perros est un toponyme courant en Bretagne ; l'élément penn est devenu « per » sous l'influence du R de « ros ».
Guirec est l'anthroponyme issu du saint fondateur du lieu, saint Guirec, également patron de Locquirec, commune finistérienne située à une trentaine de kilomètres de Perros-Guirec.
En breton moderne, le nom de la commune est Perroz-Gireg. La prononciation bretonne est assez identique à celle du français, mais avec le « o » et le « i » bien plus accentués (API [pɛˈroːz ˈgiːrɛk]). Localement, on ne parle que de Perroz.
Perros-Guirec est une des rares villes bretonnes, avec Penvénan (Perwenan) et Perret (Penred), à ne pas avoir repris son ancien nom breton Penros sur les panneaux de signalisation en breton, eu égard au fait que Penros n'était pas utilisé depuis quatre siècles. À la place, elle a créé une nouvelle forme bretonne, Perroz-Gireg, qui n'est pas utilisée aujourd'hui par la population bretonnante[réf. nécessaire].

## Histoire

### Préhistoire et Antiquité
Le port de Ploumanac'h a permis dès l'Antiquité les échanges commerciaux entre la Grande-Bretagne et le continent.

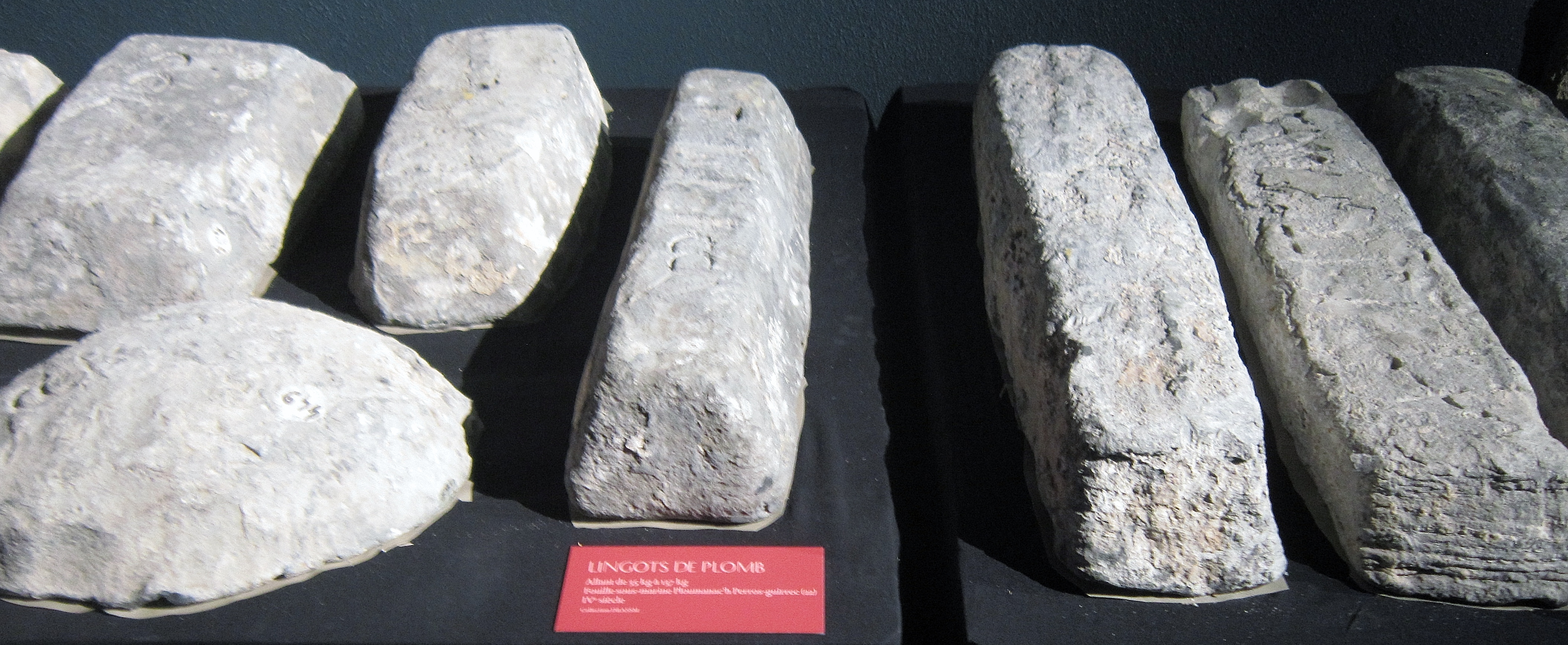
Lingots de plomb servant de lest trouvés dans les restes de l'épave d'un bateau romain du IVe siècle au large de Ploumanac'h.
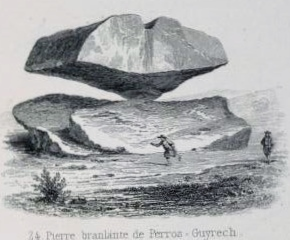
La "pierre branlante" de Perros-Guirec (dessin de Jules Gailhabaud, 1857)

### Moyen Âge
Un évangélisateur venu du Pays de Galles au VIe siècle, Saint Guirec, a donné son nom à la ville. L'oratoire qui lui est consacré et la chapelle perpétuent son souvenir.
Perros-Guirec fait partie du Trégor.
Jusqu'à la Révolution française, la paroisse de Perros-Guirec, enclavée dans l'évêché de Tréguier fait partie du doyenné de Lannion qui relève de l'évêché de Dol. Elle est connue sous le vocable de Jacques le Mineur (voir l'église Saint-Jacques, principale église de la ville). 

### Temps modernes
Lors de divers conflits avec l'Angleterre, la rade de Perros sert à plusieurs reprises d'asile à des bateaux français qui y trouvent une double protection grâce aux rochers situés à son entrée et à la présence de deux batteries armées de cinq à six canons de 18 livres.

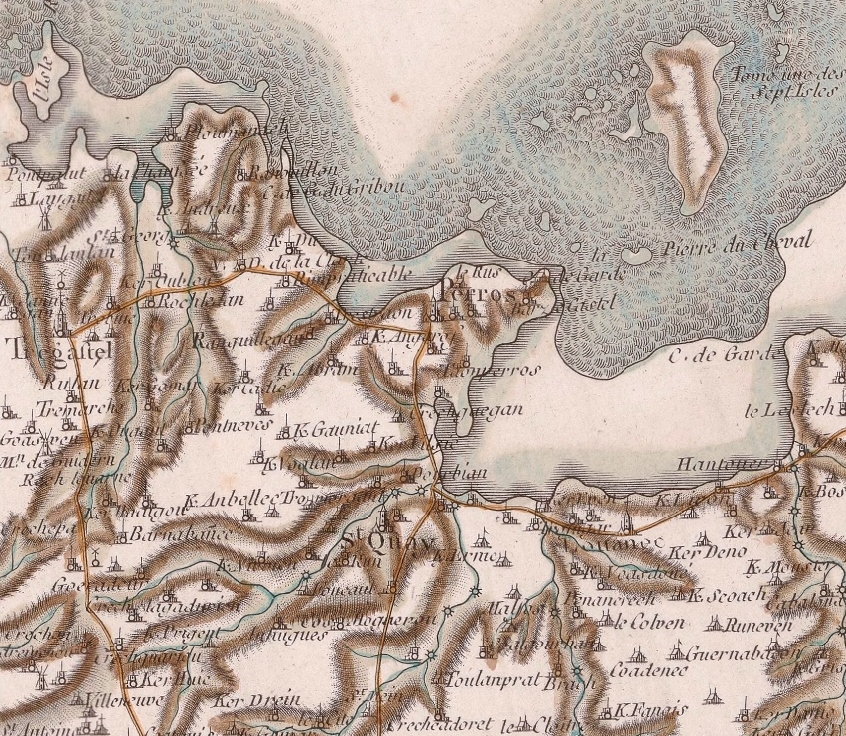
Carte de Cassini de Perros et ses environs (1790).

Jean-Baptiste Ogée décrit ainsi Perros-Guirec en 1778 :

« Peros-Quirec ; sur une hauteur, au bord de la mer, qui forme un petit port à cet endroit ; à 18 lieues à l'Ouest-Nord-Ouest de Dol, son évêché ; à 33 lieues de Rennes et à deux lieues et demie de Lannion, sa subdélégation et son ressort. Cette paroisse, qui est enclavée dans le diocèse de Tréguier, relève du Roi et compte 1 400 communiants ; la cure est à l'Ordinaire. Ce territoire est riche et très exactement cultivé : les habitants vivent dans une honnête aisance, récompense due à leurs travaux. On a ouvert un grand chemin de Lannion à Peros-Quirec, pour faciliter et faire fleurir le commerce de ce petit port. Les maisons nobles de Peros-Quirec sont : le Pont-Guennec, le Suhel, Dantec, Tromargat, la Salle-au-Chevalier, Kerjegu et Kernuz. »

### XIXesiècle
A. Marteville et P. Varin, continuateurs d'Ogée, décrivent ainsi Perros-Guirrec en 1853 :

« Perros-Guirec : commune formée de l'ancienne paroisse de ce nom ; aujourd'hui cure de 2e classe ; bureau des douanes ; chef-lieu de perception. (...) Principaux villages : Ploumanac'h, Ranolen, Kerandreus, Kerdu, la Clarté, Trestraon-Izellan, Trestraon-Huellan, Kerreute, Haut de Landerval, Bas de Perros, le Château, Crech-Guégan, Pont-Caouennec, Bernabanec, Pont-Nevez, Kergomar, Roc'h-Ledan, Ranguillegan. Superficie totale : 1 401 hectares 65 ares dont (...) terres labourables 927 ha, prés et pâturages 52 ha, bois 8 ha, vergers et jardins 4 ha, landes et incultes 331 ha (...). Moulins : 4 (moulin en mer ; de Randreus, à eau ; du Crec'h, à vent.) ; (...) La plupart des maisons de ce bourg sont faites d'un granite pouding qui ressemble beaucoup à celui de l'Égypte. Ce granite se montre sur la c^ôte par bancs de 80 pieds de long. Perros est un petit port situé au fond d'un havre bon et réputé assez sûr, même pour les bâtiments de guerre.Il se fait par ce point une exportation annuelle de 5 à 6 000 quintaux de froment (...) [Le petit port de Ploumanac'h] reçoit des navires de 100 à 120 tonneaux et fait un assez grand commerce de maquereaux salés, dont il exporte annuellement 200 à 250 quintaux. Une batterie de deux canons de 36, placée sur la pointe la plus avancée de la commune, et vis-à-vis l'Île aux Moines, est censée balayer le passage entre l'île et la terre ; mais en réalité elle rendrait peu de services en cas d'agression sérieuse. (...). Il y a foire le 11 juillet et assemblée à la chapelle de la Clarté le 8 septembre. Géologie : constitution granitique. On parle le breton. »

En 1856 on recense à Perros-Guirec 346 maisons couvertes de chaume et 193 de tuiles (provenant principalement de Bridgwater) ou d'ardoises.

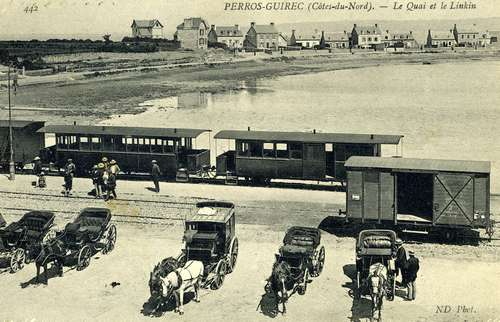
Voitures et wagons en gare de Perros-Guirec.

La station balnéaire de Perros-Guirec connaît déjà un essor certain dès le XIXe siècle avec la vogue des bains de mer. En 1881, la côte est rapprochée de Paris grâce à l'extension du réseau ferré qui parvient alors à Lannion (Perros se trouve alors à 15 heures de la capitale). Dès lors, Perros-Guirec va devenir un lieu de villégiature privilégié de familles parisiennes aisées et d'écrivains et de peintres renommés. La première  « Maison de bains de mer » (le premier hôtel en fait) est construite en 1885 par Joseph Le Bihan sur la lande  qui domine la plage de Trestraou, alors complètement déserte.
L'ingénieur polonais Bruno Abakanowicz construit un château sur l'île de Costaérès en 1895 C'est plutôt une grande villa balnéaire de style médiéval. Plusieurs écrivains polonais y ont séjourné, notamment Henryk Sienkiewicz, l'auteur du fameux roman Quo Vadis ? qu'il y écrivit.
Dès 1896 Perros-Guirec fait pression pour empêcher une desserte ferroviaire de Trégastel, Pleumeur-Bodou et Trébeurden par crainte de promouvoir des stations balnéaires concurrentes.
Les communications routières restent difficiles : une seule route digne de ce nom, le chemin de grande communication n°17 venant de Lannion dessert le bourg et se prolonge jusqu'à Pleumeur-Bodou ; seuls des chemins de traverse d'accès souvent difficile existent par ailleurs. En 1891 l'accès à la plage de Trestraou est amélioré par le percement de la côte de Croas ar Skin.

### XXesiècle

#### La Belle Époque
L'essor de la station s'accélère avec la ligne de chemin de fer Lannion-Perros-Hamon, déclarée d’intérêt public en 1900, qui s'ouvre aux voyageurs le 11 août 1906, ce qui encourage l'arrivée d’une clientèle parisienne fortunée. C'est à cette époque que sont construites les remarquables villas de front de mer et les hôtels tels que le grand hôtel de Trestraou. Entre le 11 août 1906 et le 15 avril 1949, la ville est desservie par le train à voie métrique des Chemins de fer des Côtes-du-Nord, de la ligne de Lannion à Perros-Guirec. Cette ligne rejoint la ligne Tréguier - Perros-Guirec à la gare de « Petit Camp ». Dans Perros, la gare est située au niveau du port du Linkin. La station est alors fréquentée par des notables parisiens et bretons, ainsi que par des artistes et des écrivains.
En 1911 le Conseil général des Côtes-du-Nord décide la construction d'une route longeant le littoral : Perros est la première commune de Bretagne dotée d'une route en corniche. En 1912 les matériaux déblayés lors des travaux d'arasement de la colline de Trestignel pour y faire passer la route en tranchée sont remployés pour édifier le mur de soutènement des Arcades. Un pont, lui aussi construit par l'ingénieur Louis Harel de la Noë enjambe la vallée des Traouïero. Tous ces travaux sont achevés pendant la Première Guerre mondiale grâce à l'utilisation d'une main-d'œuvre peu coûteuse : des prisonniers allemands.

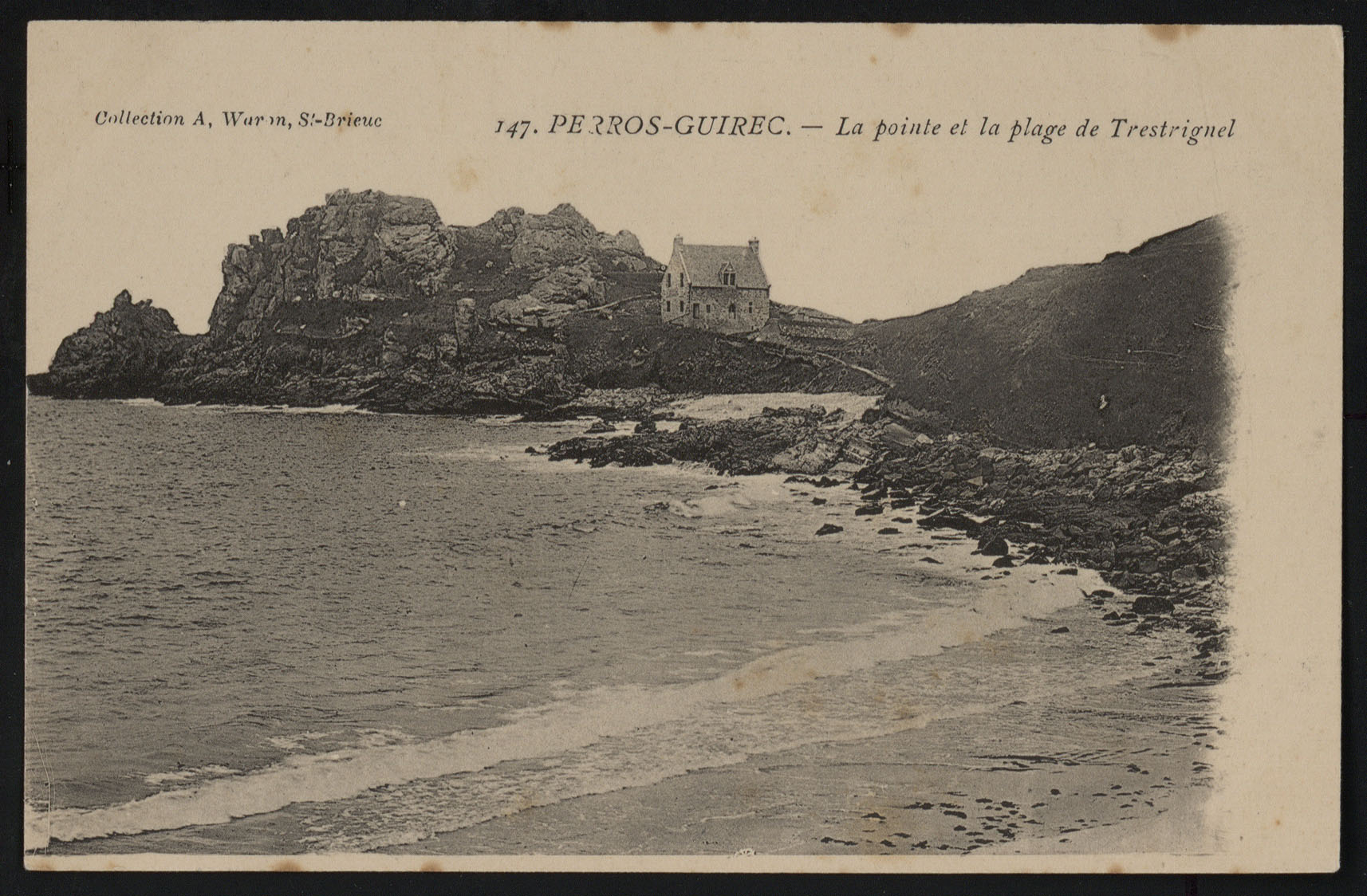
La plage de Trestrignel et la Pointe du Château vers 1900 (carte postale).
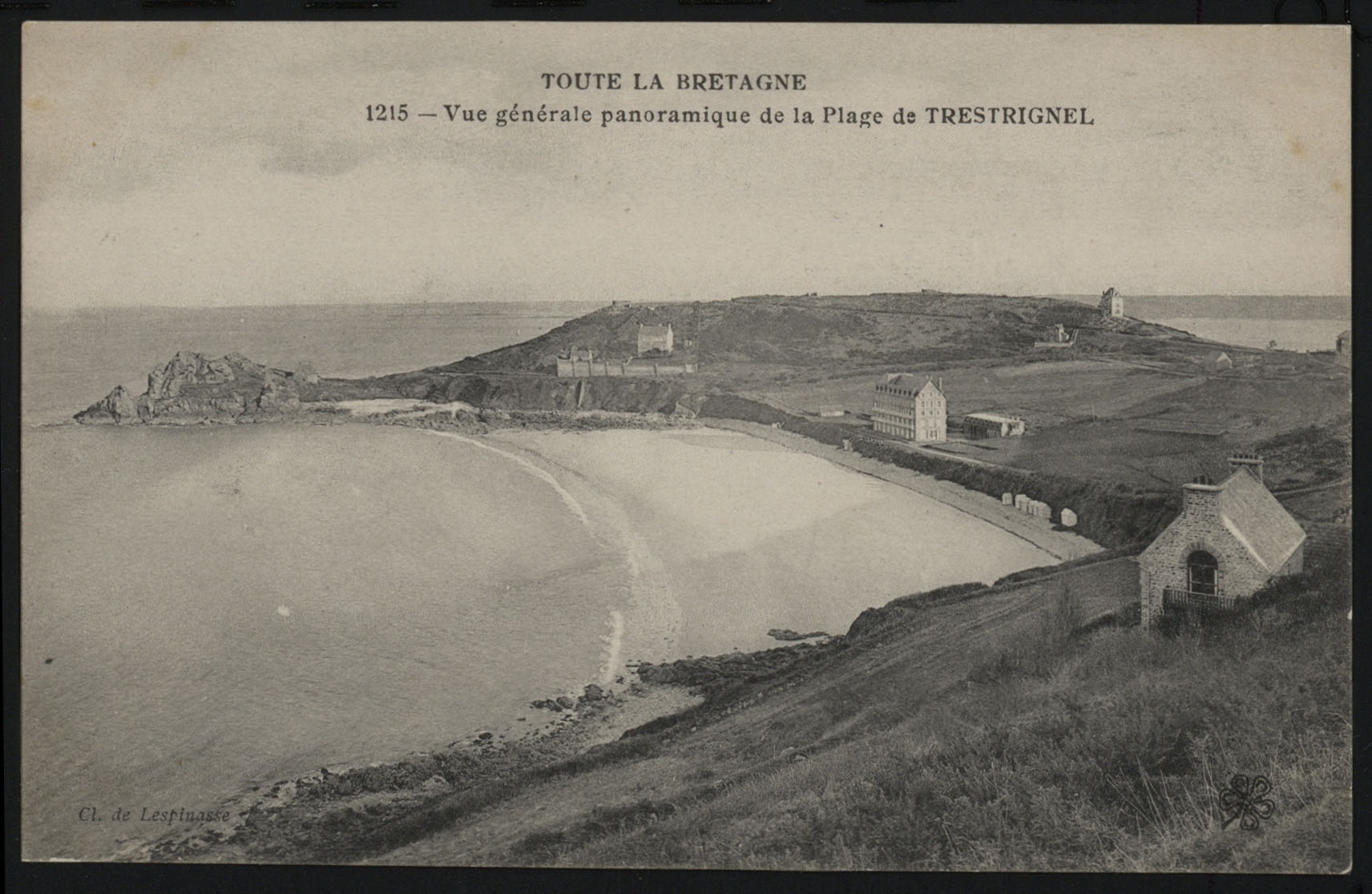
Vue panoramique de la plage de Trestrignel et la Pointe du Château vers 1905.
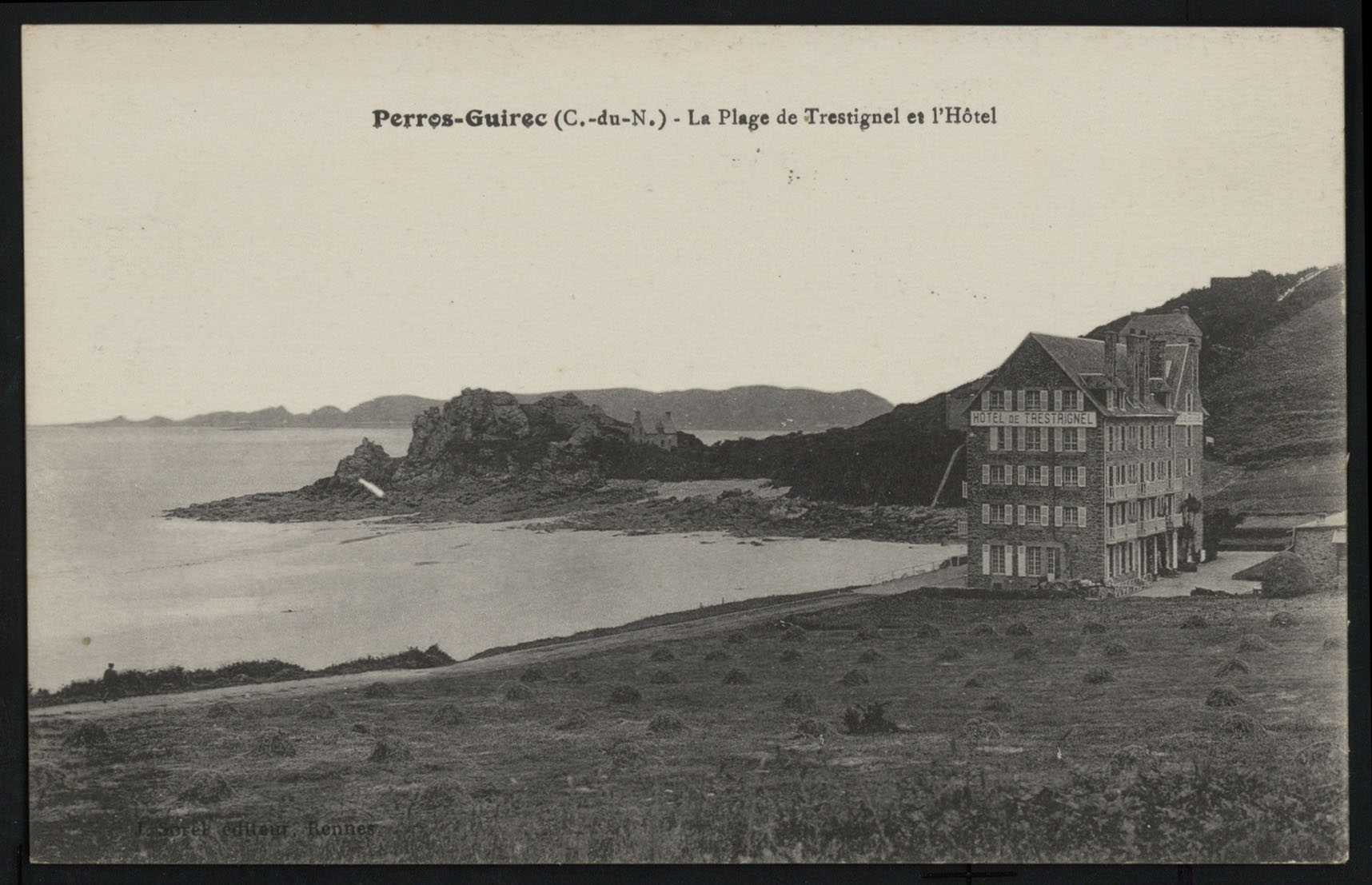
La plage de Trestrignel et son hôtel vers 1910.

« À Perros, courant juillet [1914], on rencontre la famille de l'aviateur Bonnier; M. Delannay, préfet de la Seine ; M. Viviani , président du conseil, y a retenu des chambres, et M. Millerand, homme politique en vue, avec une suite nombreuse, occupe l'une des plus belles villas du Trestraou ».
Parmi les nombreuses personnalités qui ont villégiaturé à Perros-Guirec, on peut également citer Gustave Eiffel, qui y fait construire une superbe villa en 1903, ou encore le peintre Maurice Denis, qui rachète sur la plage de Trestrignel une villa à une actrice parisienne, Marcelle Josset (Mademoiselle Laure).
Perros-Guirec est connue pour abriter de splendides demeures offrant des vues à couper le souffle sur la mer et les Sept-Iles. Parmi les plus belles, on peut citer Park ar Lann, Castel ar Mor, Kerdu, Ker an Gwell, Ker Dor, Park an Izel et beaucoup d'autres.

#### La Première Guerre mondiale

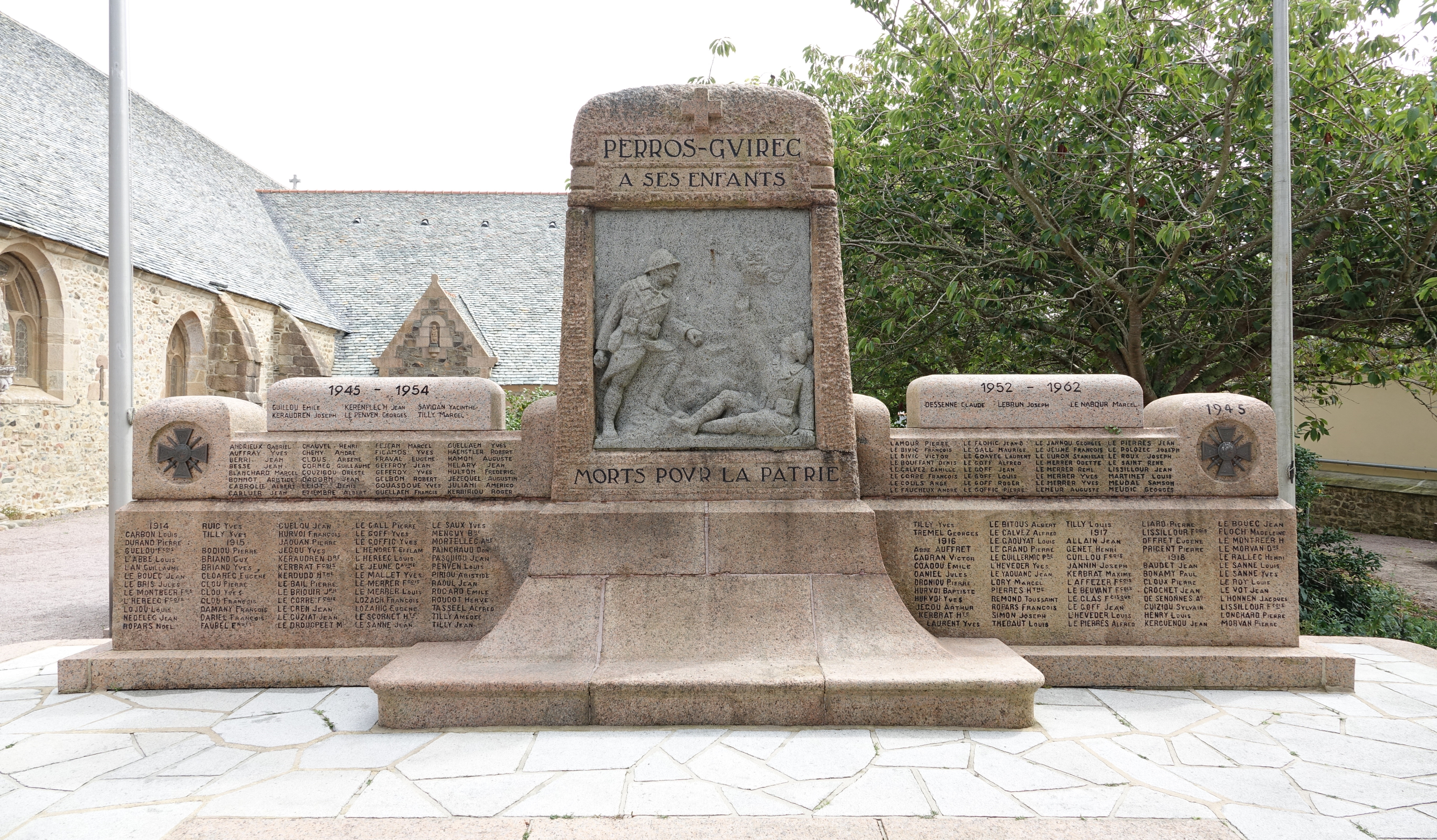
Le monument aux morts.

Le Monument aux morts fait état de 144 soldats et marins morts pour la France pendant la Première Guerre mondiale : parmi eux, 17 ont péri en mer ; 9 sont morts en Belgique ; François Ropars est mort dans le cadre de l'expédition de Salonique en 1916 à Thessalonique (Grèce) ; Jean Ropars est mort de maladie à Rio de Janeiro (Brésil) en septembre 1918 ; la plupart des autres sont morts sur le sol français.

#### L'Entre-deux-guerres
La D 788 entre Perros-Guirec et Trégastel, qui prolongeait la route en corniche, est achevée au début de la décennie 1920 ; empierrée à l'origine, elle est asphaltée en 1925 ; par contre la voie ferrée initialement projetée et qui devait longer cette route ne fut jamais construite.

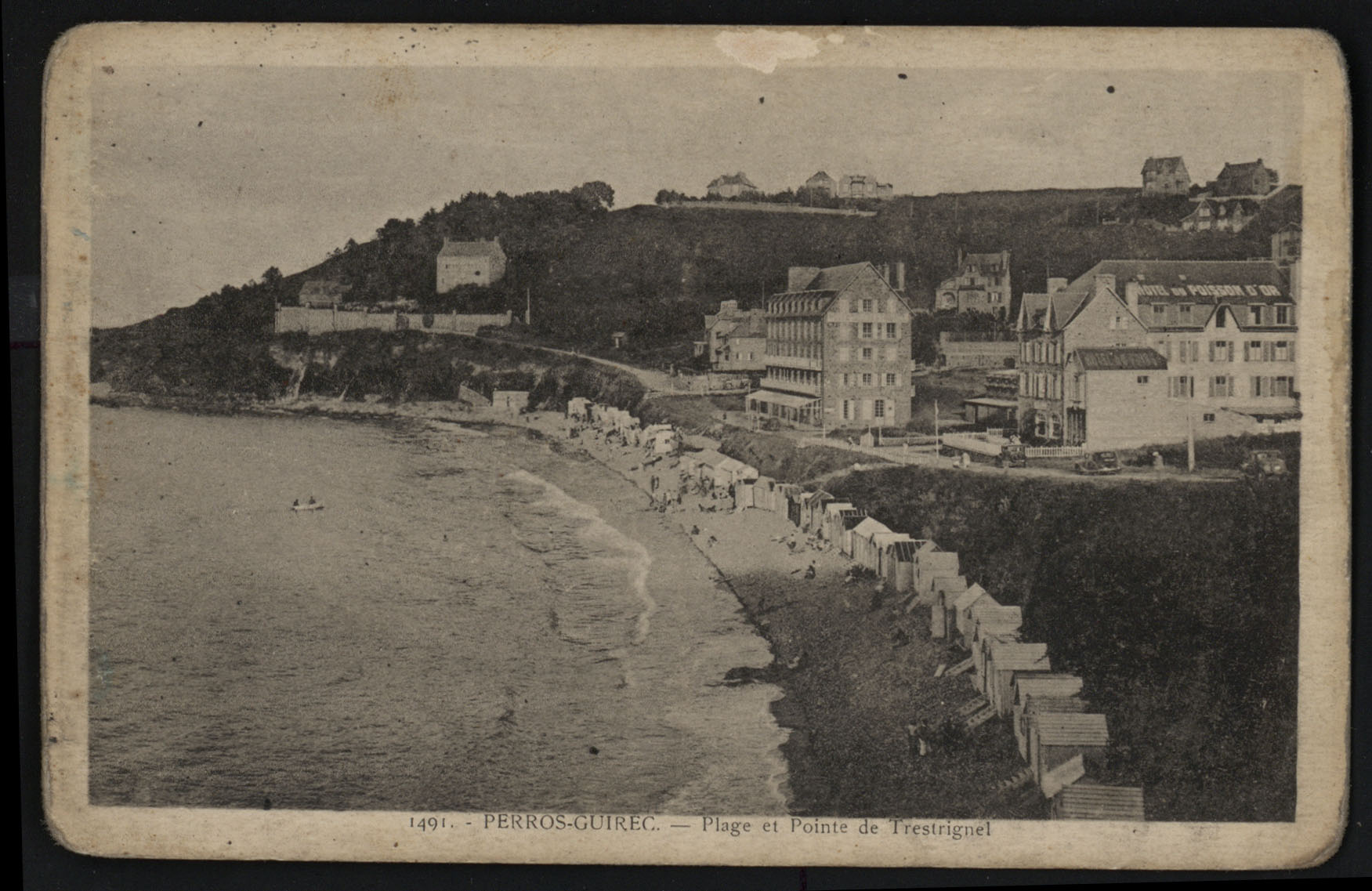
La plage de Trestrignel vers 1925.
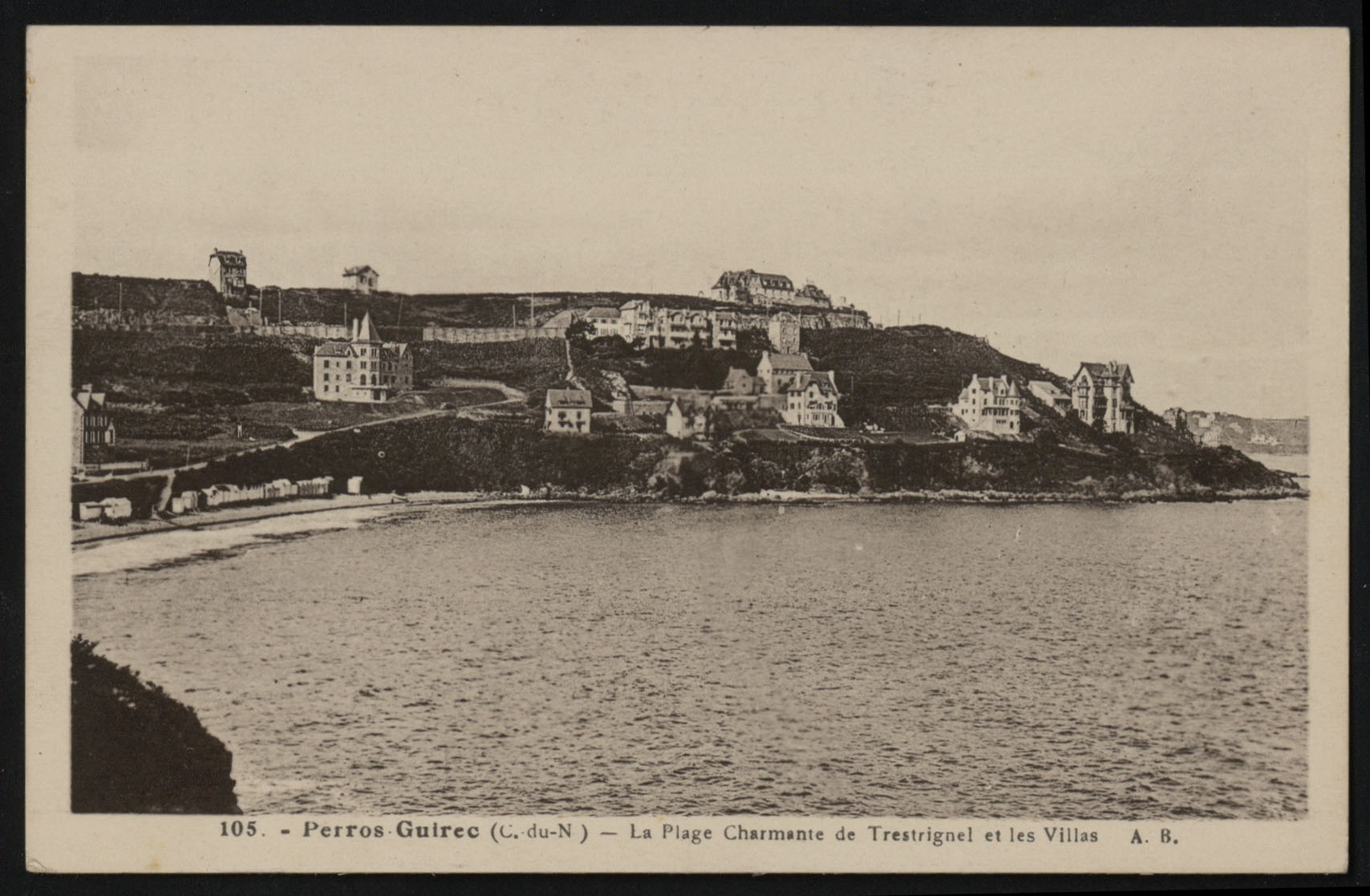
Les villas dominant la plage de Trestrignel en direction de la Pointe du Sphinx vers 1930.

#### La Seconde Guerre mondiale
Le monument aux morts porte les noms de 81 personnes mortes pour la France durant la Seconde Guerre mondiale ; parmi elles sept résistants sont morts lors de leur déportation dans des camps de concentration (dont Aristide Bonnot, le 29 novembre 1944 ; Albert Etiembre le 2 décembre 1944 ; Auguste Hamon le 7 mars 1945 ; François Le Jeune le 13 mars 1945 ; Albert Cabriolé, le 6 avril 1945 ; Jean Plunet le 3 mai 1945 à Neuengamme et Odette Le Merrer à Ravensbrück le 10 mai 1945 ; Arsène Clous est mort alors qu'il était prisonnier en Allemagne ; 16 sont disparus en mer dans des circonstances diverses (par exemple Aristide Hélary est victime du naufrage du paquebot Meknès au large de Dieppe le 24 juillet 1940 ; les deux frères Yves et Eugène Trémel sont morts dans le naufrage du chalutier de pêche Simon-Duhamel II torpillé par un sous-marin allemand ; Denis Éliot meurt dans le naufrage du patrouilleur côtier Enjoué, coulé lui aussi par un sous-marin allemand, au large de Gibraltar le 9 janvier 1945 ; etc..) ; Jean Carluer est tué lors de l'attaque anglaise de Mers el-Kébir le 3 juillet 1940 ; Camille Le Calvez, membre des Forces navales françaises libres, est mort à Londres le 29 mars 1941 ; Victor Le Bivic, aviateur, est mort des suites de ses blessures lors du débarquement américain au Maroc (Opération Torch) le 8 novembre 1942 ; Joseph Le Polozec est mort lors d'un accident d'avion le 4 mars 1943 en Mauritanie ;  etc.
Deux soldats du Commonwealth sont inhumés dans le cimetière communal : le pilote anglais Robert Philpott, tué le 22 mars 1941 et l'australien Valentine Henry, mort en combat aérien le 8 avril 1942.
Georges Tilly, originaire de Perros-Guirec, membre du Bezenn Perrot, infiltra un groupe de maquisards qu'il dénonça ensuite : trois d'entre eux dont Joseph Le Botlan, qui tenait une auberge à Pont-du-Logeo en Séglien, assassiné en juillet 1944 dans la forêt de L'Hermitage-Lorge, et Joachim Gueveneu, lequel mourut en déportation. Georges Tilly fut condamné à mort et exécuté lors de la Libération.

#### L'Après Seconde Guerre mondiale
Six soldats (Émile Guillou, Joseph Keraudren, Jean Kerenflec'h, Georges Le Penven, Yacinthe Savidan et Marcel Tilly) originaires de Perros-Guirec sont morts pour la France pendant la Guerre d'Indochine et trois pendant la Guerre d'Algérie (Joseph Lebrun ; Claude Dessenne et Marcel Le Nabour sont tous les deux décédés au Maroc pendant cette guerre).

## Politique et administration

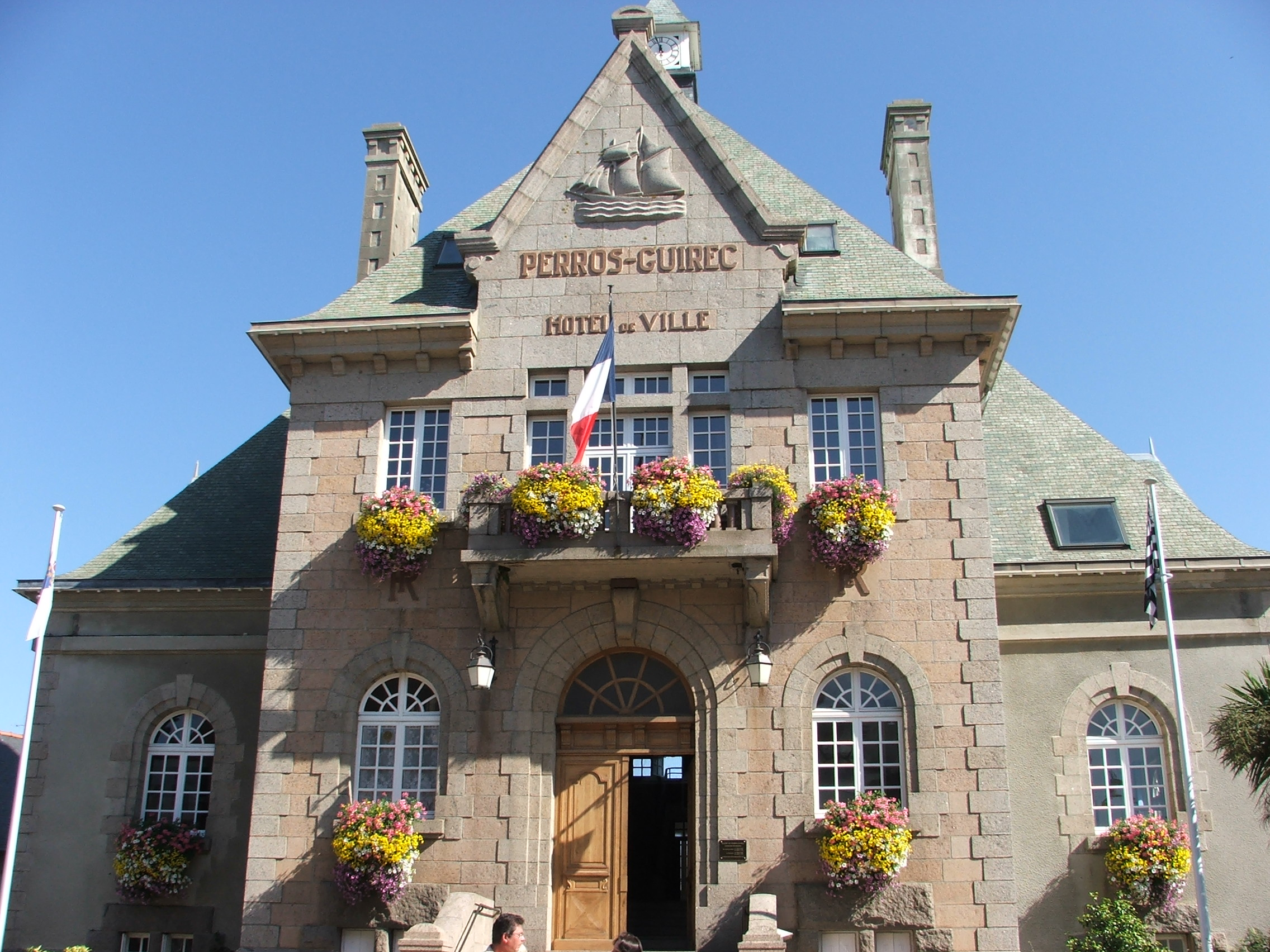
L'hôtel de ville de Perros-Guirec.

### Rattachements administratifs et électoraux
Rattachements administratifs
La commune se trouve  dans l'arrondissement de Lannion du département des Côtes-d'Armor.
Elle était depuis 1793 le chef-lieu du canton de Perros-Guirec. Dans le cadre du redécoupage cantonal de 2014 en France, cette circonscription administrative territoriale a disparu, et le canton n'est plus qu'une circonscription électorale.
Rattachements électoraux
Pour les élections départementales, la commune fait partie depuis 2014 d'un nouveau  canton de Perros-Guirec
Pour l'élection des députés, elle fait partie de la cinquième circonscription des Côtes-du-Nord.

### Intercommunalité
Perros-Guirec, qui s'y était longtemps refusé, est membre depuis le 1er janvier 2014 de la communauté d'agglomération dénommée  Lannion-Trégor Communauté, un établissement public de coopération intercommunale (EPCI) à fiscalité propre auquel la commune a transféré un certain nombre de ses compétences, dans les conditions déterminées par le code général des collectivités territoriales.

### Tendances politiques et résultats
Lors du second tour des élections municipales de 2020 dans les Côtes-d'Armor, la liste  DVD  menée par le maire sortant Erven Léon remporte la majorité des suffrages exprimés, avec 1 931 voix (45,49 %, 22 conseillers municipaux et 4 conseillers communautaires élus), devançant la liste menée par Pierrick Rousselot — maire sortant de la commune voisine de Saint-Quay-Perros — (DVG-LREM, 1 765 voix, 41,59 %, 6 conseillers municipaux et un conseiller communautaire élus) et celle de Sylvie Bourbigot (EÉLV-PS-PCF-UDB, 548 voix, 12,91 %, 1 conseiller municipal élu), lors d'un scrutin marqué par 39,29 % d'abstention.

### Liste des maires
| Période           | Période          | Identité           | Étiquette            | Qualité |
| ----------------- | ---------------- | ------------------ | -------------------- | --- |
| 30 septembre 1944 | 31 octobre 1947  | Julien Laforest    | SFIO                 | |
| 31 octobre 1947   | 27 février 1961  | Yves Le Jannou     | RPF puis UNR         | Directeur commercial |
| 27 février 1961   | 20 mars 1981     | Yves Le Paranthoën | Centriste            | Attaché commercial Démissionnaire |
| 20 mars 1981      | 3 septembre 2013 | Yvon Bonnot,       | CDS puis UDF puis SE | Entrepreneur du bâtiment Premier adjoint au maire (1977 → 1981) Député des Côtes-d'Armor (5e circ.) (1993 → 1997) Conseiller régional de Bretagne (1986 → 2004) Vice-président du conseil régional (1986 → 2004) Président de l'Association nationale des élus du littoral (ANEL) Démissionnaire |
| 3 septembre 2013  | 5 avril 2014     | Gilles Déclochez   | DVD                  | Hôtelier retraité Adjoint au maire (1989 → 2013) |
| 5 avril 2014      | En cours         | Erven Léon         | DVD                  | Dirigeant d'entreprise Conseiller départemental de Perros-Guirrec (2015 → ) Vice-président du conseil départemental (2015 → 2021) Vice-président de Lannion-Trégor Communauté (2017 → ) Réélu pour le mandat 2020-2026                                                                           |

### Jumelages
La ville de Perros-Guirec est jumelée avec 6 villes :
| - Teignmouth (Royaume-Uni), - Barr (France), - Vierzon (France)[réf. souhaitée], - Quintin (Côtes-d'Armor, France), - Île de Dragonera (Baléares), (Espagne) pour la réserve naturelle des Sept-Îles. |

## Démographie

### Évolution démographique
L'évolution du nombre d'habitants est connue à travers les recensements de la population effectués dans la commune depuis 1793. Pour les communes de moins de 10 000 habitants, une enquête de recensement portant sur toute la population est réalisée tous les cinq ans, les populations de référence des années intermédiaires étant quant à elles estimées par interpolation ou extrapolation. Pour la commune, le premier recensement exhaustif entrant dans le cadre du nouveau dispositif a été réalisé en 2008.

En 2022, la commune comptait 7 260 habitants, en évolution de +0,67 % par rapport à 2016 (Côtes-d'Armor : +1,78 %, France hors Mayotte : +2,11 %).
| 1793  | 1800  | 1806  | 1821  | 1831  | 1836  | 1841  | 1846  | 1851  |
| ----- | ----- | ----- | ----- | ----- | ----- | ----- | ----- | ----- |
| 1 738 | 1 477 | 1 783 | 1 968 | 2 251 | 2 366 | 2 368 | 2 555 | 2 605 |

| 1856  | 1861  | 1866  | 1872  | 1876  | 1881  | 1886  | 1891  | 1896  |
| ----- | ----- | ----- | ----- | ----- | ----- | ----- | ----- | ----- |
| 2 635 | 2 765 | 2 800 | 2 761 | 2 778 | 2 920 | 2 713 | 2 614 | 2 809 |

| 1901  | 1906  | 1911  | 1921  | 1926  | 1931  | 1936  | 1946  | 1954  |
| ----- | ----- | ----- | ----- | ----- | ----- | ----- | ----- | ----- |
| 2 991 | 3 395 | 3 488 | 3 633 | 4 078 | 4 432 | 4 605 | 5 812 | 5 231 |

| 1962  | 1968  | 1975  | 1982  | 1990  | 1999  | 2006  | 2008  | 2013  |
| ----- | ----- | ----- | ----- | ----- | ----- | ----- | ----- | ----- |
| 6 020 | 6 866 | 7 773 | 7 496 | 7 497 | 7 614 | 7 369 | 7 297 | 7 312 |

| 2018  | 2022  | - | - | - | - | - | - | - |
| ----- | ----- | - | - | - | - | - | - | - |
| 7 065 | 7 260 | - | - | - | - | - | - | - |

## Économie

### Finances locales
Cette sous-section présente la situation des finances communales de Perros-Guirec,.
Pour l'exercice 2013, le compte administratif du budget municipal de Perros-Guirec s'établit à  16 611 000 € en dépenses et 19 106 000 € en recettes :
En 2013, la section de fonctionnement se répartit en 13 487 000 €  de charges (1 726 € par habitant) pour 15 581 000 € de produits (1 994 € par habitant), soit un solde de 2 094 000 € (268 € par habitant), :
- le principal pôle de dépenses de fonctionnement est celui des charges de personnels[Note 9] pour une valeur totale de 7 359 000 € (55 %), soit 942 € par habitant, ratio supérieur de 39 % à la valeur moyenne pour les communes de la même strate (680 € par habitant). Pour la période allant de 2009 à 2013, ce ratio fluctue et présente un minimum de 898 € par habitant en 2010 et un maximum de 947 € par habitant en 2012 ;
- la plus grande part des recettes est constituée des impôts locaux[Note 10] pour une somme de 6 904 000 € (44 %), soit 884 € par habitant, ratio voisin de la valeur moyenne de la strate. Pour la période allant de 2009 à 2013, ce ratio augmente de façon continue de 754 € à 884 € par habitant.

Les taux des taxes ci-dessous sont votés par la municipalité de Perros-Guirec. Ils ont varié de la façon suivante par rapport à 2012 :
- la taxe d'habitation constante 27,98 % ;
- la taxe foncière sur le bâti sans variation 21,80 % ;
- celle sur le non bâti sans variation 47,18 %.

La section investissement se répartit en emplois et ressources. Pour 2013, les emplois comprennent par ordre d'importance :
- des dépenses d'équipement[Note 12] pour une valeur totale de 2 276 000 € (73 %), soit 291 € par habitant, ratio inférieur de 43 % à la valeur moyenne pour les communes de la même strate (507 € par habitant). En partant de 2009 et jusqu'à 2013, ce ratio fluctue et présente un minimum de 125 € par habitant en 2012 et un maximum de 381 € par habitant en 2009 ;
- des remboursements d'emprunts[Note 13] pour une valeur de 812 000 € (26 %), soit 104 € par habitant, ratio supérieur de 44 % à la valeur moyenne pour les communes de la même strate (72 € par habitant).

Les ressources en investissement de Perros-Guirec se répartissent principalement en :
- subventions reçues pour un montant de 764 000 € (22 %), soit 98 € par habitant, ratio voisin de la valeur moyenne de la strate. Depuis 5 ans, ce ratio fluctue et présente un minimum de 15 € par habitant en 2012 et un maximum de 98 € par habitant en 2013 ;
- fonds de Compensation pour la TVA pour  125 000 € (4 %), soit 16 € par habitant, ratio inférieur de 73 % à la valeur moyenne pour les communes de la même strate (59 € par habitant).

L'endettement de Perros-Guirec au 31 décembre 2013 peut s'évaluer à partir de trois critères : l'encours de la dette, l'annuité de la dette et sa capacité de désendettement :
- l'encours de la dette pour  13 202 000 €, soit 1 690 € par habitant, ratio supérieur de 86 % à la valeur moyenne pour les communes de la même strate (909 € par habitant). Sur la période 2009 - 2013, ce ratio diminue de façon continue de 1 941 € à 1 690 € par habitant[A2 5] ;
- l'annuité de la dette pour une somme de 1 470 000 €, soit 188 € par habitant, ratio supérieur de 79 % à la valeur moyenne pour les communes de la même strate (105 € par habitant). Pour la période allant de 2009 à 2013, ce ratio fluctue et présente un minimum de 188 € par habitant en 2013 et un maximum de 223 € par habitant en 2011[A2 5] ;
- la capacité d'autofinancement (CAF) pour  2 701 000 €, soit 346 € par habitant, ratio supérieur de 22 % à la valeur moyenne pour les communes de la même strate (284 € par habitant). Sur les 5 dernières années, ce ratio augmente de façon continue de 261 € à 346 € par habitant[A2 6]. La capacité de désendettement est d'environ 4 années en 2013. Sur une période de 14 années, ce ratio présente un minimum d'environ 3 années en 2002 et un maximum d'environ 13 années en 2007.Langue bretonne

À la rentrée 2017, 18 élèves étaient scolarisés dans la filière bilingue catholique (soit 4,1 % des enfants de la commune inscrits dans le primaire).
L’adhésion à la charte Ya d’ar brezhoneg a été votée par le Conseil municipal le 4 février 2016.

### Secteur privé
- Carrière de granit rose à La Clarté.
- Tourisme, nautisme.
- Centre de thalassothérapie à proximité de la grande plage de Trestraou.

La ville profite aussi de sa proximité avec le pôle économique et universitaire de Lannion.
Dans les années 1980, les télécommunications avec le centre de télécommunication par satellite de Pleumeur-Bodou situé près de Perros-Guirec ont également influencé la réputation du Trégor.
- Autres :
  - Edmond Daynes, Perros-Guirec, le quai, Musée Antoine Vivenel, Compiègne.

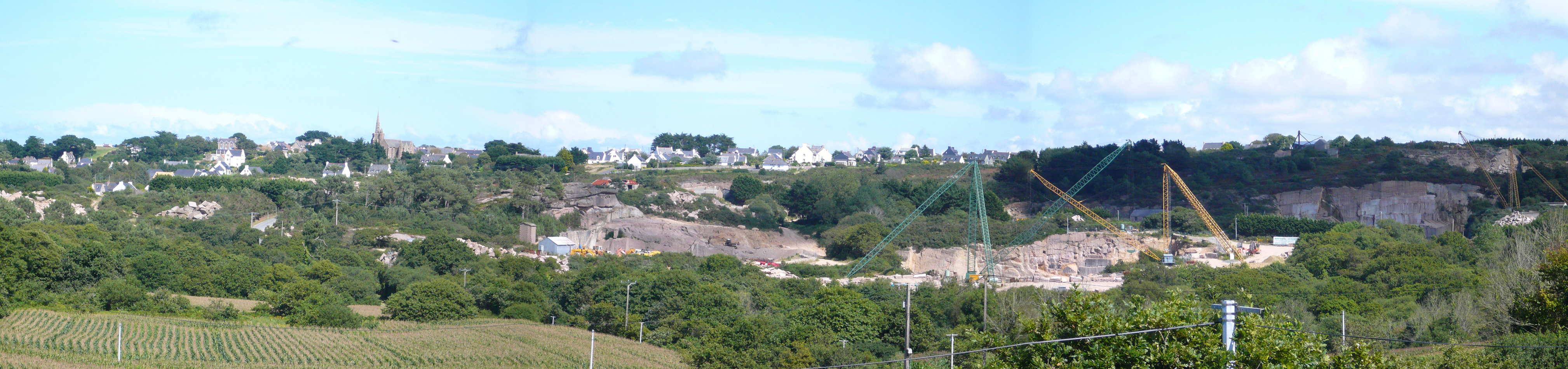
Les carrières de granite rose et le bourg de La Clarté.

## Culture locale et patrimoine
La commune héberge le cercle celtique ar Skewell (du nom d'un bloc rocheux remarquable entre Perros et Ploumanac'h) et un bagad, le bagad Sonerien Bro Dreger (en français : les sonneurs du Trégor).
Début août chaque année, avait lieu le « festival des Hortensias », avec défilé des groupes et cercles invités, un concert d'un musicien ou d'un groupe connu (Dan Ar Braz, Alan Stivell, Tri Yann, Soldat Louis, Hugues Aufray, etc.) et un fest-noz. Le festival se tenait sur plusieurs scènes simultanément. L'ambiance était plutôt à la musique traditionnelle bretonne, mais on trouvait aussi des groupes plus « électriques » et systématiquement une délégation folklorique d'une nation étrangère. Depuis 2015, cet événement est devenu « Les hortensias en fête ».
En avril, la commune accueille aussi un festival de bandes dessinées.

### Sports
Le Rugby Club Perrosien joue en 3e/4e Série.
La ville héberge un club de tennis de table (« 7 Îles Tennis de table ») dont les premières équipes évoluent en championnat national.
La ville est régulièrement le point de départ ou une étape de la course au large en solitaire du Figaro. Elle l'a été en juillet 2011, pour la 17e fois.
C'est à Perros-Guirec qu'est basé le seul club de surf des Côtes-d'Armor, le Seven Islands Surf Club. Le club a une vocation pédagogique (initiation) mais aussi de compétition puisqu'il compte des champions de Bretagne et des compétiteurs en longboard de niveau national et international. Le champion de France Open longboard 2008 est Perrosien en la personne d'Alexy Deniel. La pratique se fait sur la grande plage de Trestraou essentiellement de septembre à mai quand les dépressions s'enroulent sur la pointe Bretagne.
En 2010, Alexis Deniel devient champion de France de longboard pour la seconde fois.
Au niveau du football, la ville est en entente avec la commune de Louannec. Les seniors évoluent en promotion d'honneur, les moins de 18 ans évoluent également au niveau régional, en Promotion d'Honneur.
En octobre 2017, la ville accueille la quatrième étape et finale de la coupe de France FFVL de kitesurf speedcrossing sur la plage de Trestraou.
Le dimanche 27 juin 2021, la ville accueille le départ de la 2e étape du Tour de France 2021 entre Perros-Guirec et Mûr-de-Bretagne - Guerlédan.

### Média
Une radio FM est basée à Perros-Guirec, Station Millénium qui diffuse sur 102,5 MHz dans un rayon de 40 km.

### Musées
- Musée de l'histoire et des traditions de Basse-Bretagne (musée de cire) : ancienne capitainerie du Port à Perros-Guirec, c'est en 1989, que ce musée a été inauguré par Pierre-Jakez Hélias (célèbre écrivain breton, auteur du Cheval d'Orgueil).

De Perros-Guirec à Lannion en passant par Tréguier, Moncontour, Morlaix, etc., de grands personnages et des événements marquants sont présentés et commentés dans les dix salles sur deux étages, au milieu des décors de Jean-Marie Le Prieur et des fresques de Véronique Chanteau.

### Langue et culture bretonnes

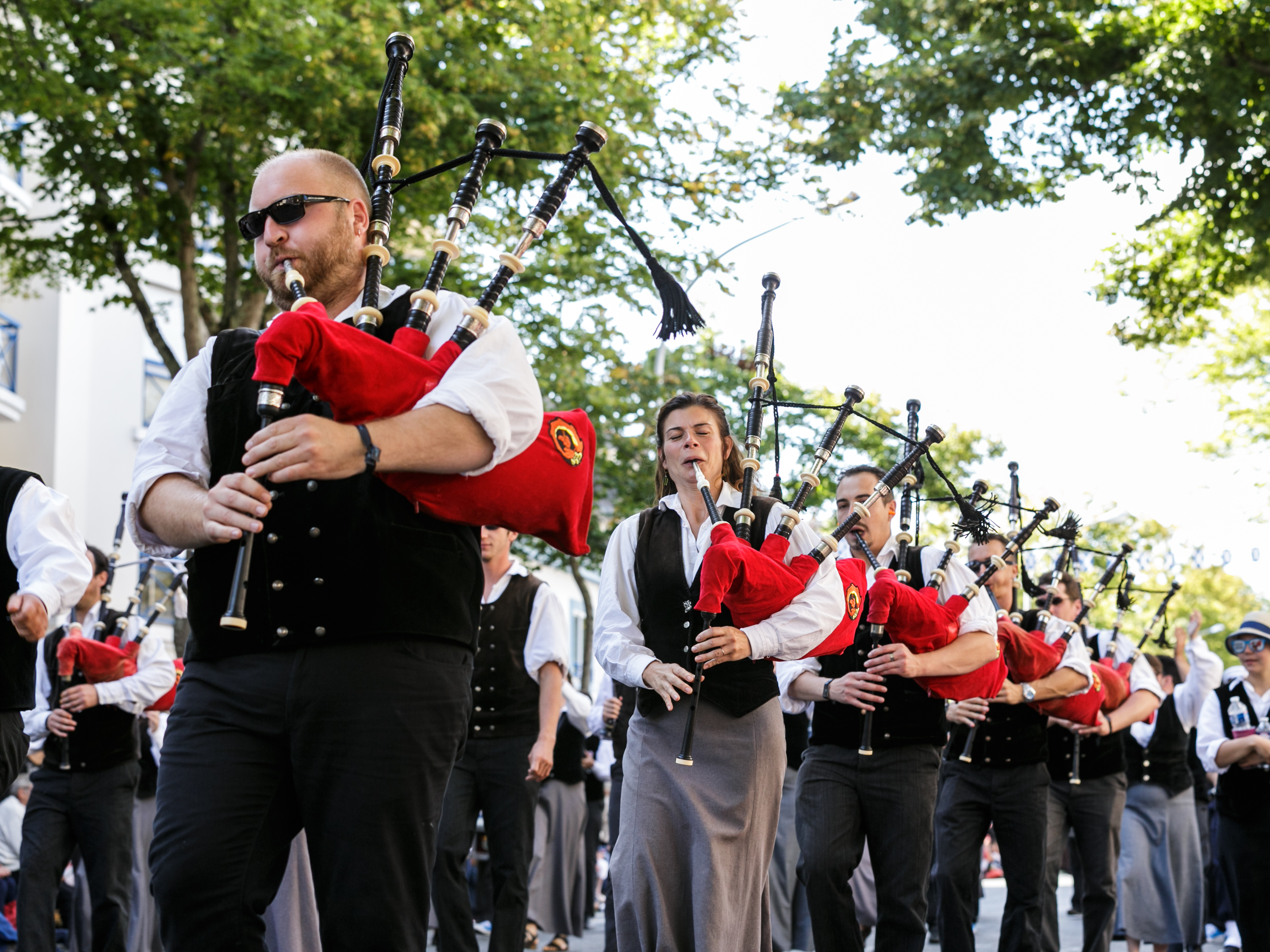
Le Bagad Sonerien Bro Dreger évolue entre la première et la seconde catégorie du championnat national des bagadoù.
À la rentrée 2017, 18 élèves étaient scolarisés dans la filière bilingue catholique (soit 4,1 % des enfants de la commune inscrits dans le primaire).
L’adhésion à la charte Ya d’ar brezhoneg a été votée par le Conseil municipal le 4 février 2016.

### Lieux et monuments

#### Bâtiments et lieux publics remarquables
- La maison de Maurice Denis, peintre nabi et impressionniste au-dessus de la plage de Trestrignel. Construite en 1894 suivant les plans des architectes parisiens Pierre-Henri Gélis-Didot et Théodore Lambert. Le nom de la villa Silencio y Descanso[62] est une allusion aux origines espagnoles de la comédienne qui la fit construire, Marcelle Josset. C'est en 1908 que le peintre Maurice Denis en fit l'acquisition. Pendant la Seconde Guerre mondiale la maison est occupée par les Allemands qui la détériorent partiellement[63]. À l'intérieur, la grande pièce destinée aux réceptions au dernier niveau sous charpente s'ouvre par une série de fenêtres sur la mer[64].
- le Grand Hôtel, à Trestraou[65], d'architecture Art déco typique du style balnéaire des années 1920, en cours de rénovation complète.
- de nombreuses villas remarquables construites à la fin du XIXe et au début du XXe siècle, d'inspirations architecturales variées, incluant souvent des éléments en granit rose extrait des carrières de Ploumanac'h, et des éléments de fantaisie tels que des détails Art déco, des colombages dans le style anglo-normand, des tourelles, des bow-windows, etc.. Parmi ces villas, la villa Rochefontaine bâtie en 1903, qui arbore une multitude de tours et tourelles[66].
- le sémaphore de La Clarté : il surveille toute la navigation depuis l'île de Batz jusqu'à l'île de Bréhat 24 h/24. On peut le visiter seulement lors des journées européennes du patrimoine en septembre.

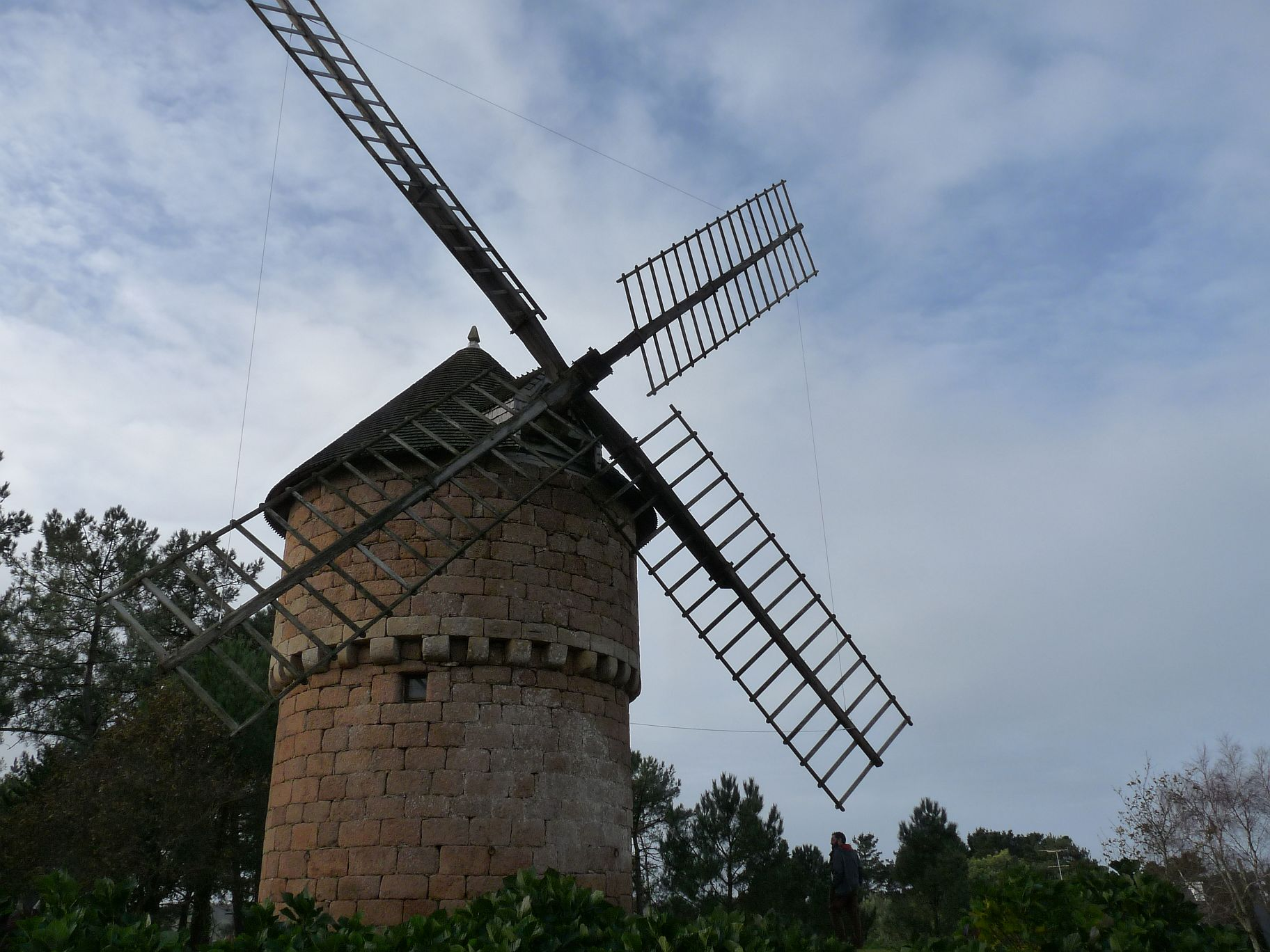
Moulin de la Lande du Crach.

- le moulin de la Lande du Crac'h[67].

Ce moulin à vent, datant de 1727, est situé à La Clarté, il est construit en moellons de granite rose, la charpente recouverte d'ardoise, s'oriente en fonction du vent.
Il est inscrit sur l'inventaire supplémentaire des monuments historiques depuis 1983 et a été restauré en 1986 grâce à des fonds privés, mais la machinerie intérieure n'existe plus.
Il est propriété de la commune mais ne se visite pas.
- le parc municipal de Ploumanac'h[70].
- le parc des sculptures Christian Gad et Daniel Chhe.

Situé entre la Clarté et Ploumanac'h (à l'entrée de cette dernière), ce parc contient de nombreuses sculptures en granit, dont celles de Pierre Székely qui a fait de nombreux séjours à Perros-Guirrec dans les années 1980-1990 pour tailler le granite rose.
À la suite de l'initiative, en 1993, de Paul Hignard, carrier et maire de Lanhélin, Perros-Guirec accueille en 1998 le quatrième symposium international de sculptures monumentales sur granit breton. Le parc se transforme alors en chantier à ciel ouvert. En 2007, un nouveau symposium sera organisé sur le site.
Réaménagé en 2016, le parc est désormais consacré à dix-huit sculptures monumentales de granite : La vie au Soleil, d'Hervé Quéré ; La colline et la Crique, de Tatsumi Sakaï ; Dahed, de Patrice Le Guen ; Menhir II, de Marc Simon ; L'Ankou, de François Breton ; Distant view, de Tatsumi Sakaï ; Le sculpteur et sa création, de Shelomo Selingeer ; Le couple (Te aroha nui, littéralement en maori : le grand amour), de Renate Verbrugge ; DEclosion, de Seenu ; Le repos du tailleur, de Patrice Le Guen ; Nu primitif, de Pierre Székely ; Femme fleur, de Wattel ; Mère à l'enfant, de François Breton ; Anishnabe, de Biscornet ; Le passage de Jean-Yves Ménez ; L'homme de granit, de Pierre Székely ; Le fauteuil, de David Puech ; La fragilité du dialogue de l'infini à Rouzic, de Viorel Enache.
- le manoir de Crec'h Guégan inscrit partiellement au titre des monuments historiques par arrêté du 14 mars 1990[72].
- le manoir de Pont-Couennec inscrit partiellement au titre des monuments historiques par arrêté du 23 février 1990[73].
- le palais des Congrès, inscrit au titre des monuments historiques par arrêté du 3 octobre 2014[74].

#### Bâtiments religieux
- Église Saint-Jacques, classée au titre des monuments historiques[75]. L'église a été dédiée à saint Jacques[76] car la ville était un lieu de passage pour la route vers Saint-Jacques-de-Compostelle, pour des pèlerins en provenance de Grande-Bretagne ; on trouve d'ailleurs quelques coquilles Saint-Jacques gravées aux frontispices des portes. Le pardon de Saint-Jacques est célébré le dernier dimanche de juillet. L'orgue est de Yves Fossaert[77].

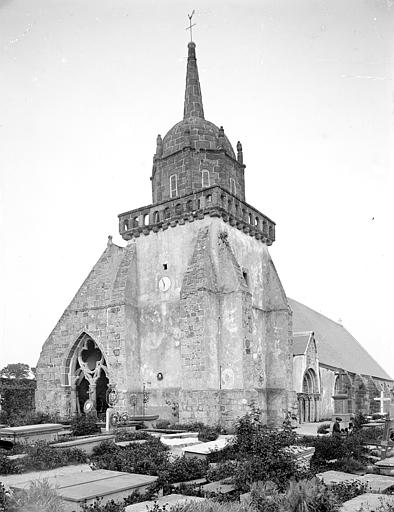
L'église Saint-Jacques à la fin du XIXe siècle (photographie Félix Martin-Sabon).

- Chapelle Notre-Dame de La Clarté (Itron Varia ar Sklaerder en breton)[78], classée au titre des monuments historiques[79]. Cette chapelle a été construite en 1445 à la suite d'un vœu fait par le marquis de Barac'h qui fut sauvé d'un naufrage. Sur le tertre attenant à cette chapelle, on célèbre chaque année une grand'messe en l'honneur de Notre-Dame-de-la-Clarté le 15 août. Ce pardon est présidé par l'évêque du diocèse de Saint-Brieuc ou par d'autres évêques invités.

Le Grand pardon de Notre-Dame-de-la-Clarté attire chaque année plusieurs milliers de personnes.

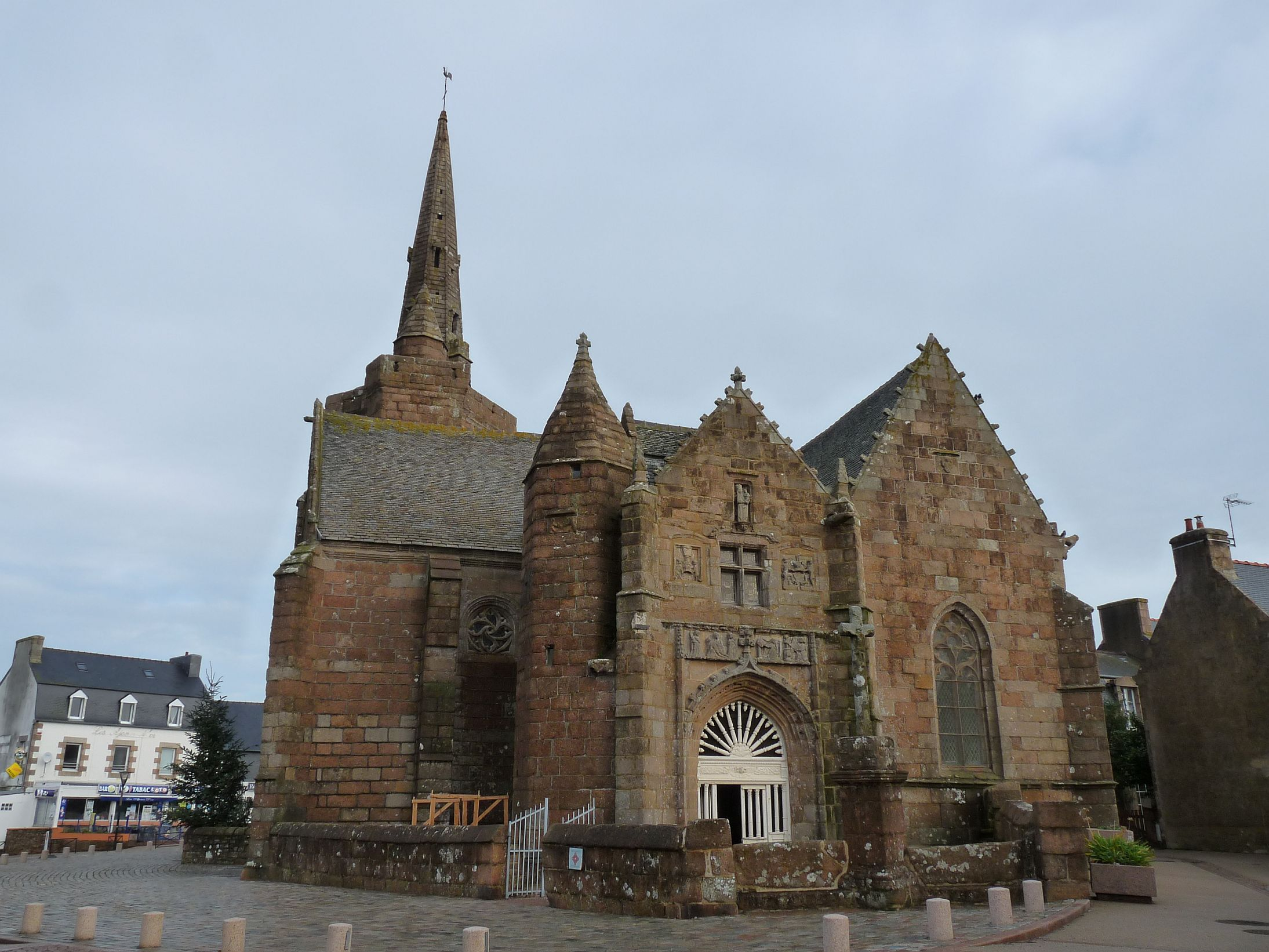
Notre-Dame de La Clarté.
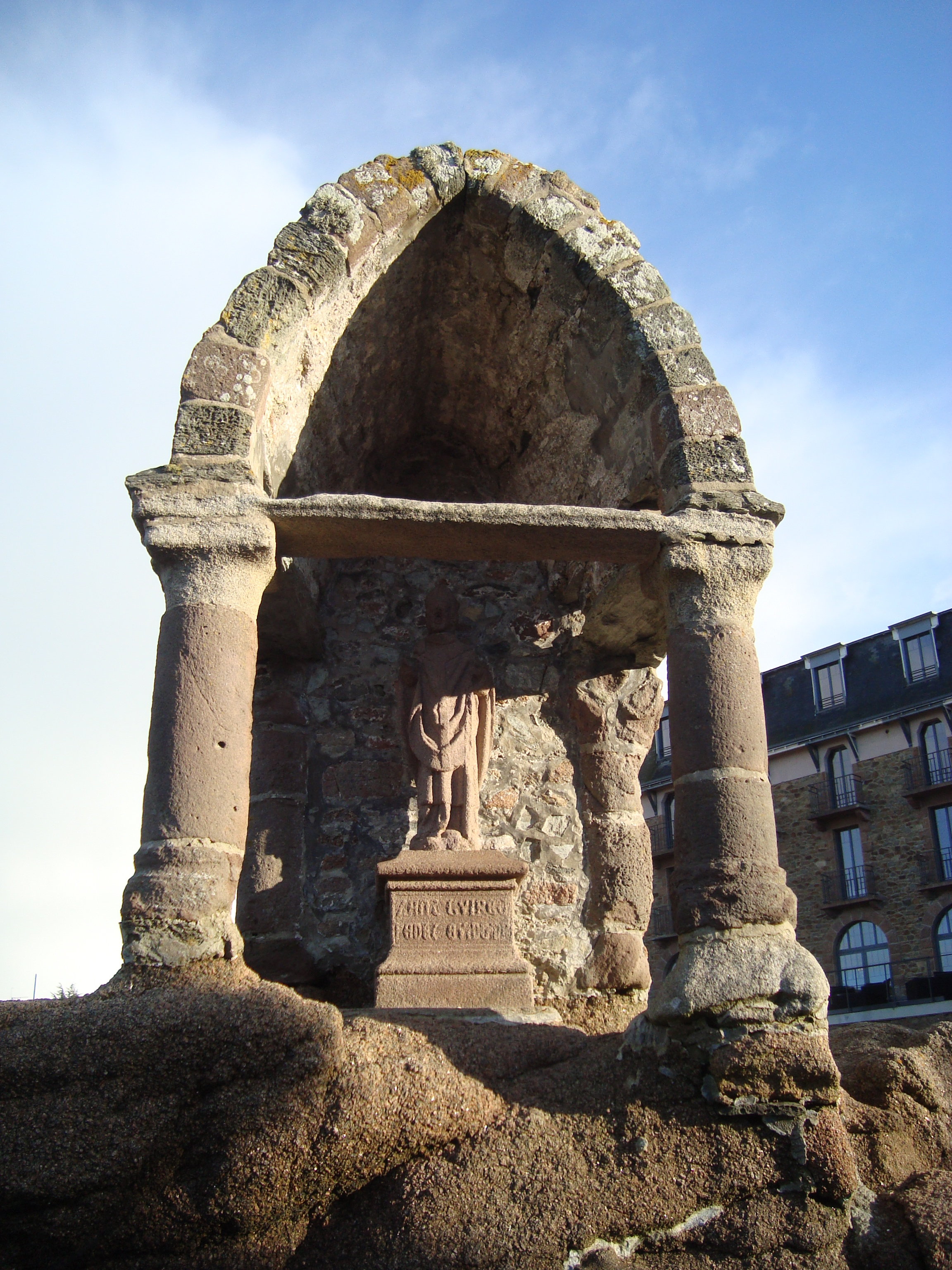
L'oratoire de Saint-Guirec.
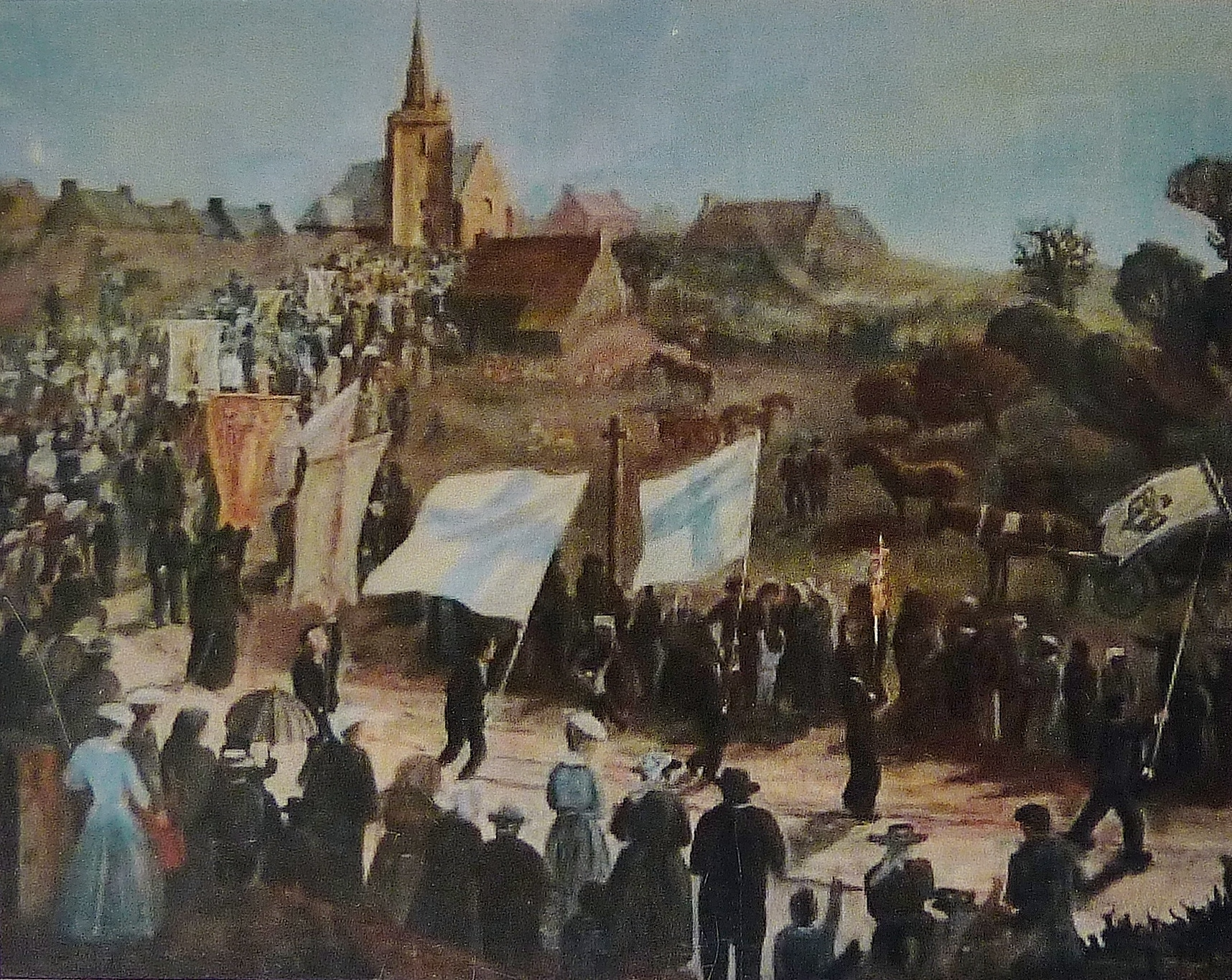
Maurice Denis : Le pèlerinage à Notre-Dame-de-la-Clarté.

- Chapelle Saint-Joseph, ou chapelle de la Rade. De construction récente (1960), elle est située dans le quartier de la Rade, à quelques centaines de mètres du port, posée sous le bois d'Amour.
- Chapelle de Kernivinen, dédiée à Notre-Dame-de-Pitié, fut édifiée sur l'emplacement d'une autre chapelle dédiée à saint Marc. On célèbre chaque année un pardon le deuxième dimanche après Pâques.
- Chapelle Saint-Guirec de Ploumanac'h. On y célèbre un pardon le mercredi soir avant le jeudi de l'Ascension. Cette messe en l'honneur de saint Guirec est suivie de la procession à l'oratoire sur la plage dont la tradition rapporte que c'est de cet endroit qu'il est arrivé pour évangéliser la région. Ce pardon est aujourd'hui remis en valeur par l'association de Ploumanac'h et attire plus d'une centaine de personnes.
  - Calvaire, à Ploumanac'h, dans l'enclos de la chapelle Saint-Guirec[80].
- Le temple protestant de Perros-Guirec, parfois appelé « temple de méthodistes » en raison de son histoire liée à l'Église méthodiste[81].
- Oratoire de Saint-Guirec, sur la plage du même nom à Ploumanac'h, est classé au titre des monuments historiques[82]. Cet oratoire, accessible uniquement à marée basse, protège une statue du saint. Une coutume ancestrale consiste pour les jeunes filles à piquer une épingle dans le nez de la statue ; l'épingle qui tient est un bon présage de mariage[83]. Cette coutume a mis à mal le nez de la statue originale en bois ; la statue actuelle est en granite, mais son nez a beaucoup souffert, moins à cause des jeunes filles que des touristes qui « perpétuent » la tradition.
- Croix de Trestraou du XVIIIe siècle, située sur la hauteur dominant la plage de Trestaou[84].
- Monuments commémoratifs[85],[86].

#### Autres monuments
- Dolmen à galerie, dans la partie sud-ouest de l'île de Bono[87].
- Château de Costaérès, gros manoir sur une île privée (sur la commune de Trégastel), accessible à très grandes marées basses et sur laquelle Henryk Sienkiewicz aurait écrit la version française de son livre Quo vadis ?. L'île est aujourd'hui propriété du comédien allemand Dieter Hallervorden.
- Le sentier des douaniers[88] : chemin côtier entre le Ranolien et le port de Ploumanac'h, réservé aux piétons, permettant de faire une promenade en bord de mer au milieu des amas chaotiques, masses de rochers de granite rose dont certains ont des formes évocatrices : la Bouteille renversée, le Dé (sur la commune de Trégastel), le Chapeau de Napoléon (cité par Charles de Gaulle lors d'une diffusion de La France aux Français), le lapin, le château du Diable, etc.. On y voit le phare de Mean Ruz, reconstruit entièrement en granit rose après sa destruction durant la Seconde Guerre mondiale.
- Phare des Triagoz (Établissement de signalisation maritime[89].
- Le monument dit La Roche des Martyrs, ou La Roche des Poètes, ou Le Rocher du Dante, ou La Roche des Soupirs[90].

Landes et rochers de Ploumanac’h - Anse de Pors Kamor - abri de la vedette de sauvetage de la SNSM ; au fond, Les Sept-Îles.

- L'anse de Pors Kamor (photo ci-dessus) ; l'abri et le bateau de la SNSM Président Toutain (SNS 098).
- Le port naturel de Ploumanac'h, un des plus protégés de la côte nord de Bretagne. Deux moulins à marée (un moulin à glace et un moulin à blé) séparent le port de la vallée des Traouïero.
- La vallée des Traouïero, double vallée encaissée (le grand et le petit Traouïero) débouchant dans le port de Ploumanac'h et qui, dit-on, était si inaccessible qu'elle a servi de refuge à des brigands.
- Les plages : Trestraou, Trestrignel et Saint-Guirec ; la Bastille.
- Le port de Perros-Guirec, à la Rade (partie basse de la ville de Perros).
- Les Sept-Îles, archipel de petites îles au large de Perros, la plus importante est l'île aux Moines avec son phare[91] et son fort[92] ; l'île Riouzig (Rouzic) est une des plus grandes réserves ornithologiques de France d'oiseaux de mer (Réserve naturelle des Sept-Îles).
- Les carrières de granite rose, près du petit bourg de La Clarté, d'où sont extraits les blocs de granit de couleur si particulière.
- Le bourg de Ploumanac'h, où se trouve l'anse de Saint-Guirec, a été élu "Village préféré des Français" en 2015. Une plaque commémore l'événement sur la plage de Saint-Guirec.
- Le lavoir de Mez Gouez[93].

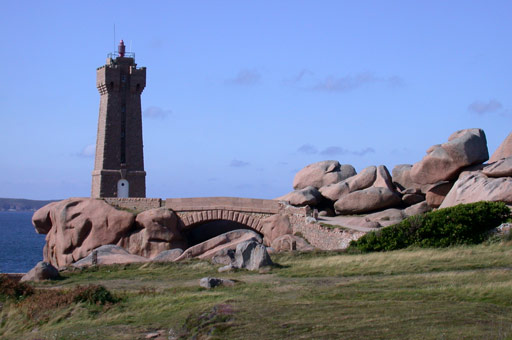
Phare de Ploumanach.
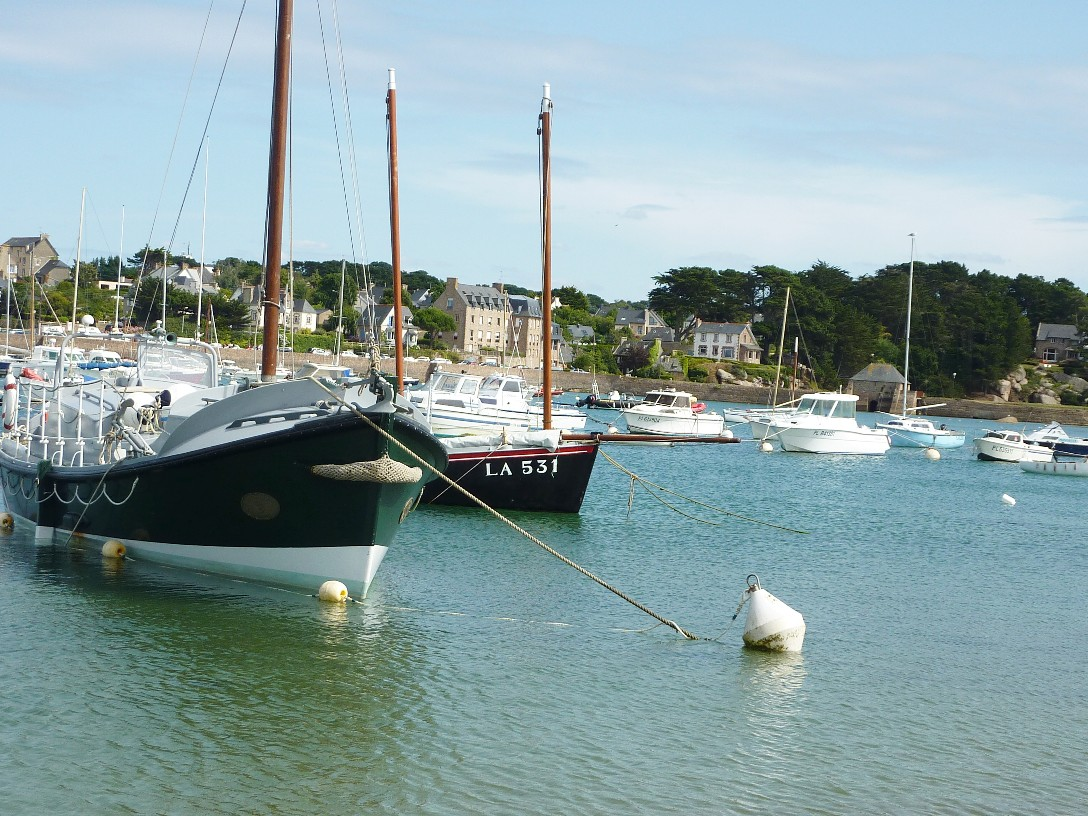
Le port de Ploumanac'h, avec au 1er plan à gauche l'Aimée-Hilda, ancien canot de sauvetage de la SNSM.
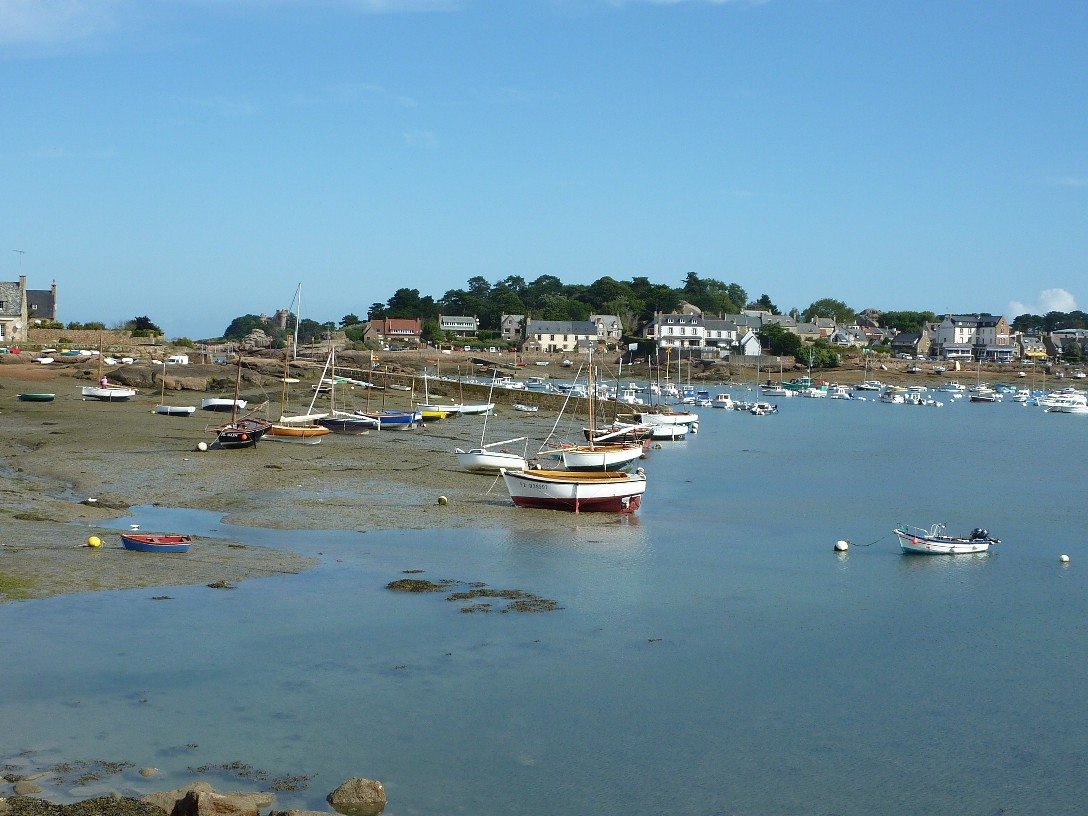
Autre vue du port de Ploumanac'h.
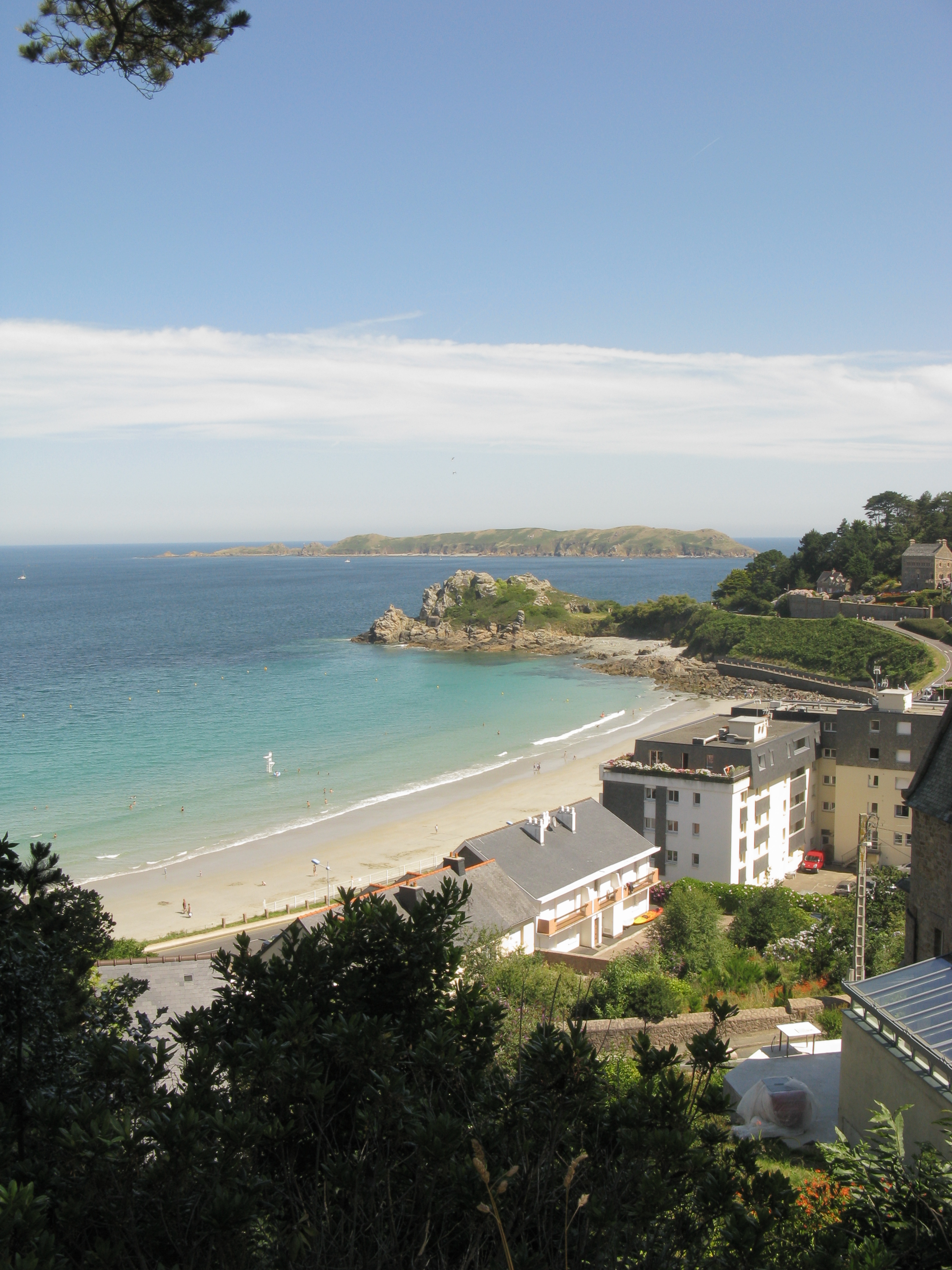
La plage de Trestrignel et au fond, l'île Tomé.
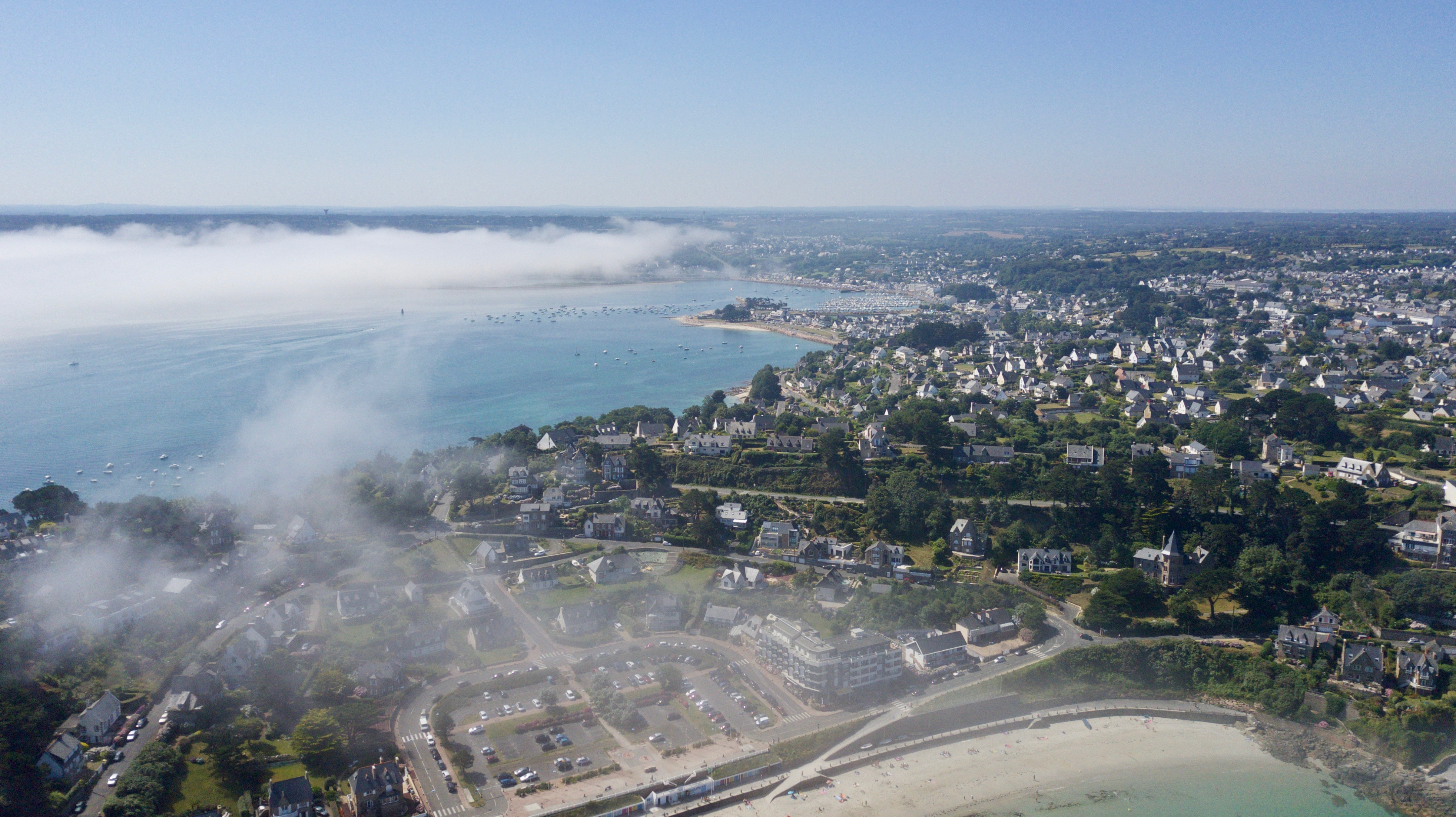

### Personnalités liées à la commune
Nées sur le territoire de la commune
- Pierre Guéguen (1889-1965), poète, écrivain et critique d'art.
- Pierre Le Goffic (1912-1944), combattant des Forces françaises libres, compagnon de la Libération.
- Olivier de Rohan-Chabot (1941-), mécène.
- Jakez Konan (1910-2003), écrivain de langue bretonne

Ont vécu sur la commune
- James Bouillé, né à Guingamp (Côtes-du-Nord) le 14 février 1894, et mort à Pontivy (Morbihan) le 22 juin 1945, est un architecte breton, animateur de l'atelier breton d'art chrétien.
- Thierry Le Luron : l'imitateur originaire de Ploumanac'h, repose au cimetière de La Clarté[94].
- Danielle Le Bricquir (1941-), peintre, sculptrice et illustratrice.
- Les auteurs de bande dessinée Laurent Vicomte et Régis Loisel ont vécu plusieurs années à Perros-Guirec. En compagnie du dessinateur Jean-Charles Kraehn, lui aussi Perrosien, ils ont fondé en 1994 le festival de la bande dessinée qui a lieu tous les ans au mois d'avril.

Décédées sur la commune
- Gardel-Hervé (1847-1926), acteur et auteur dramatique, y a vécu à partir de 1903 et y est mort dans sa villa Le Nid.
- Étienne Bouillé (1858-1933), artiste peintre.
- L'abbé Louis Bethléem, célèbre censeur lors de la IIIe République, y meurt le 18 août 1940.

### Tableaux représentant Perros-Guirec

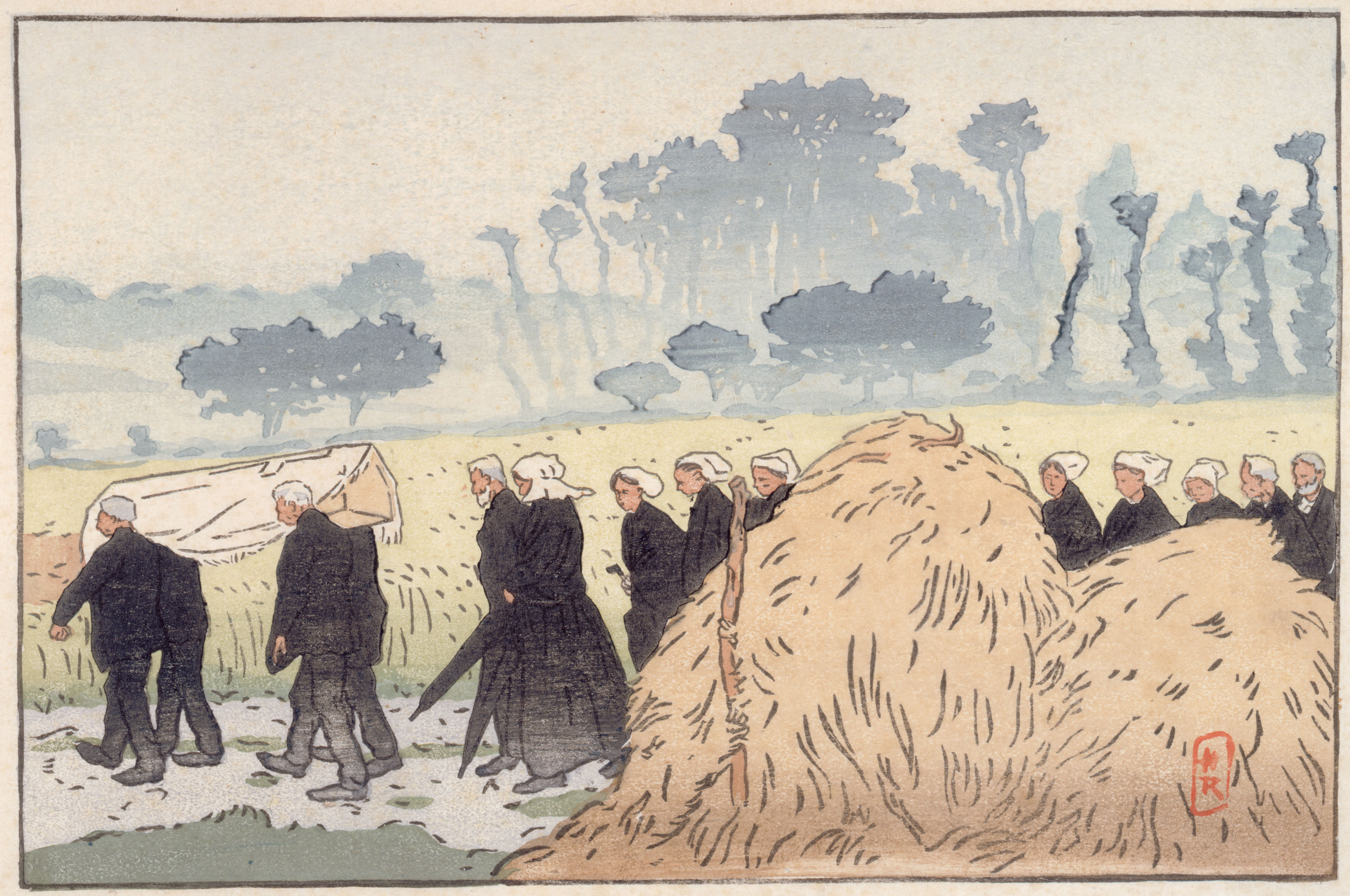
Henri Rivière : Enterrement à Trestraou, série "Paysages bretons" (dessin, 1891).
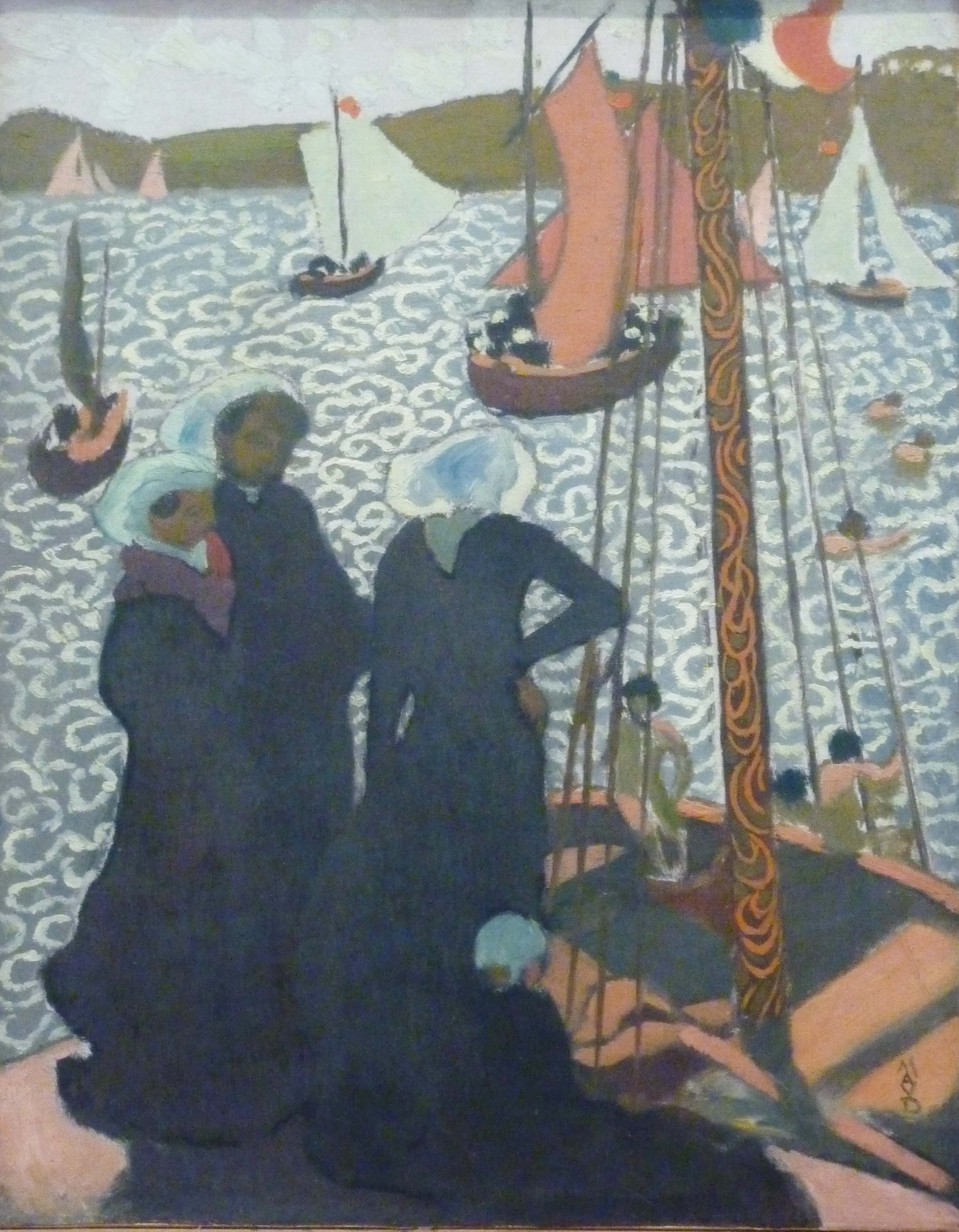
Maurice Denis : Régates à Perros-Guirec (1892, huile sur toile, musée des beaux-arts de Quimper).
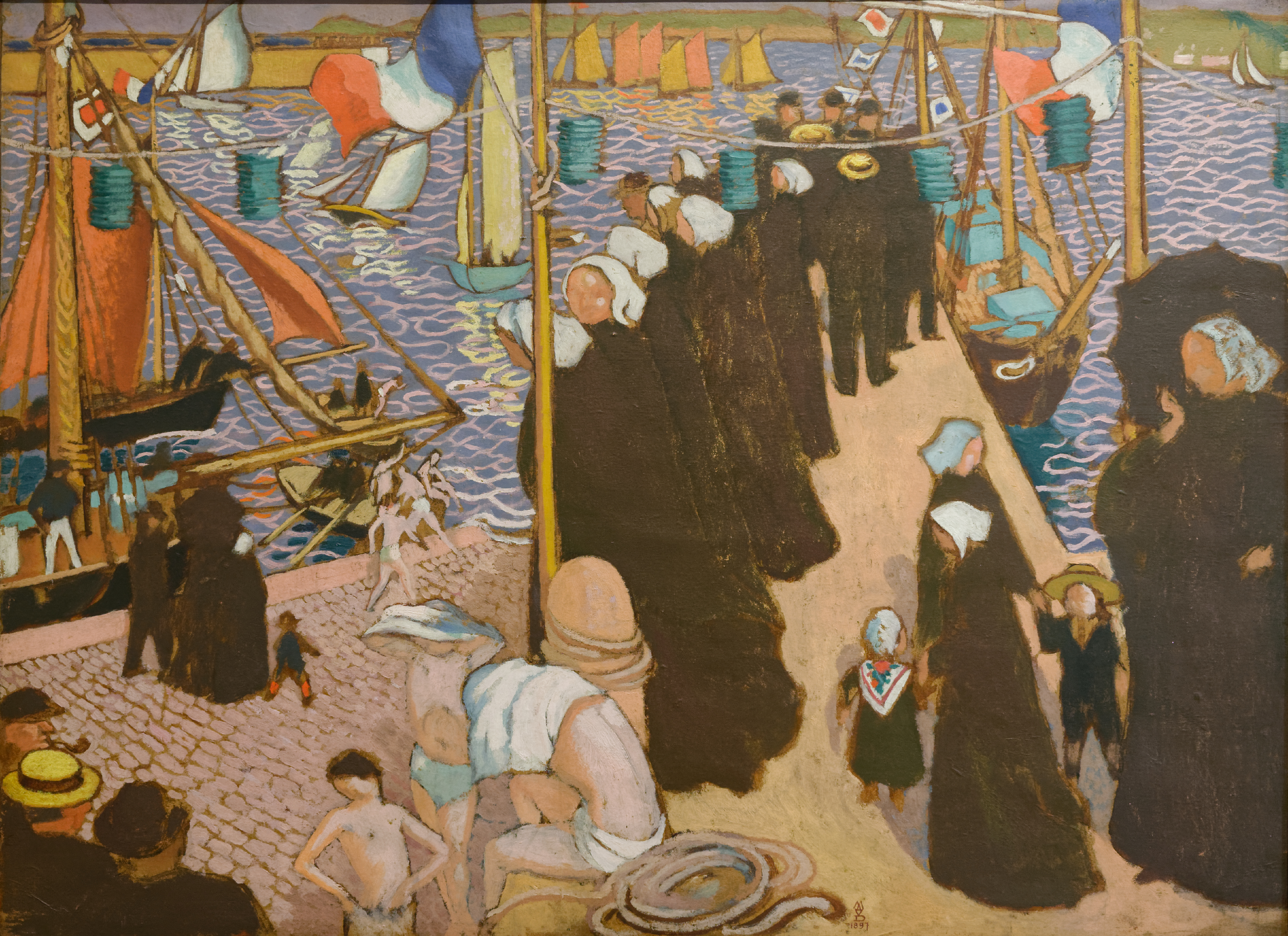
Maurice Denis : Régates à Perros-Guirec, vues de la jetée ouest (1897, Musée départemental Maurice-Denis).
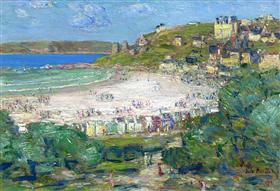
Childe Hassam : Perros-Guirec (1910).
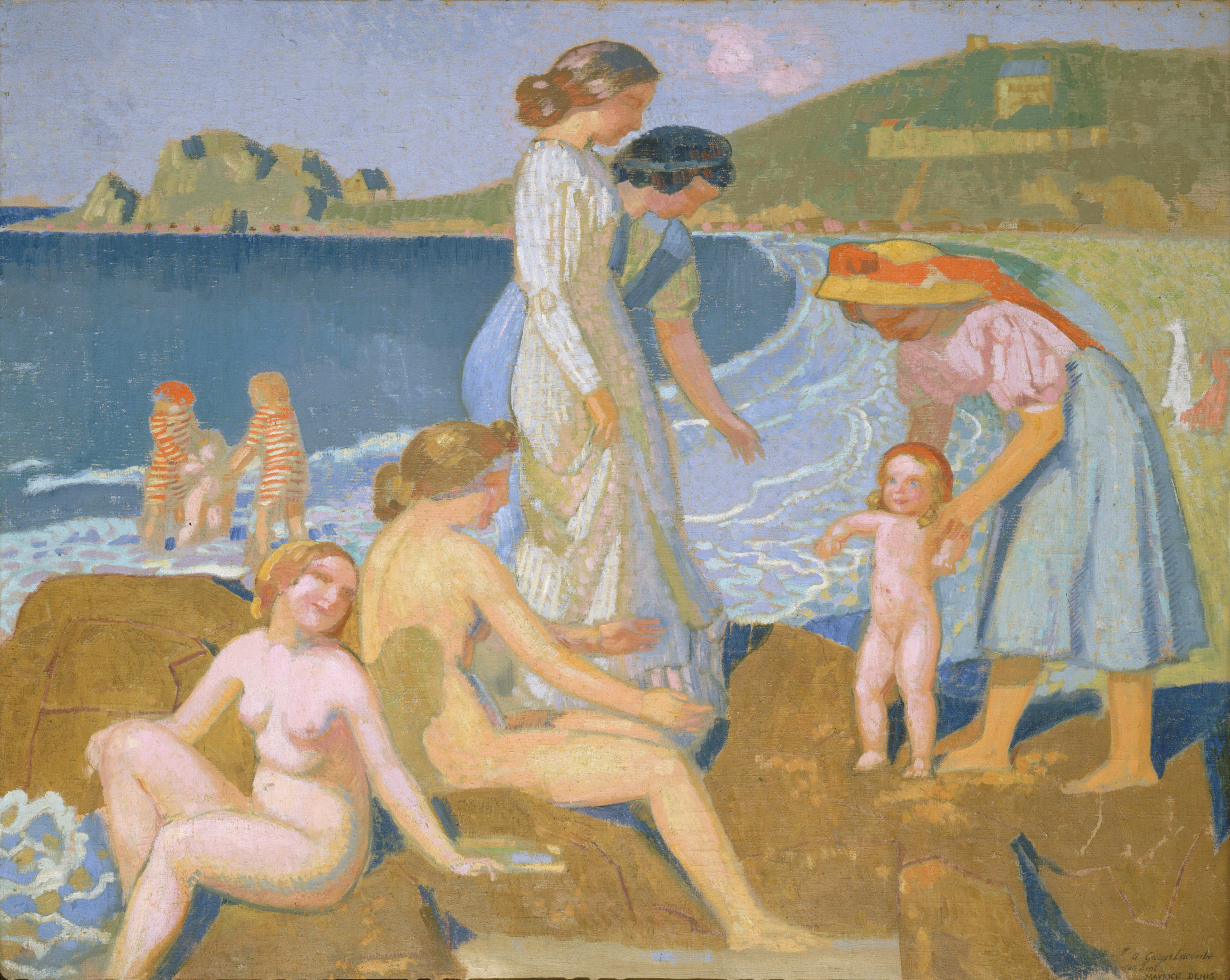
Maurice Denis : Baigneuses à Perros-Guirec (vers 1912, Musée du Petit-Palais, Paris).
- Mathilde Delattre: Perros 10 octobre 1914, huile sur panneau, coll. particulière (le chemin à Croaz Ar Varen ?).
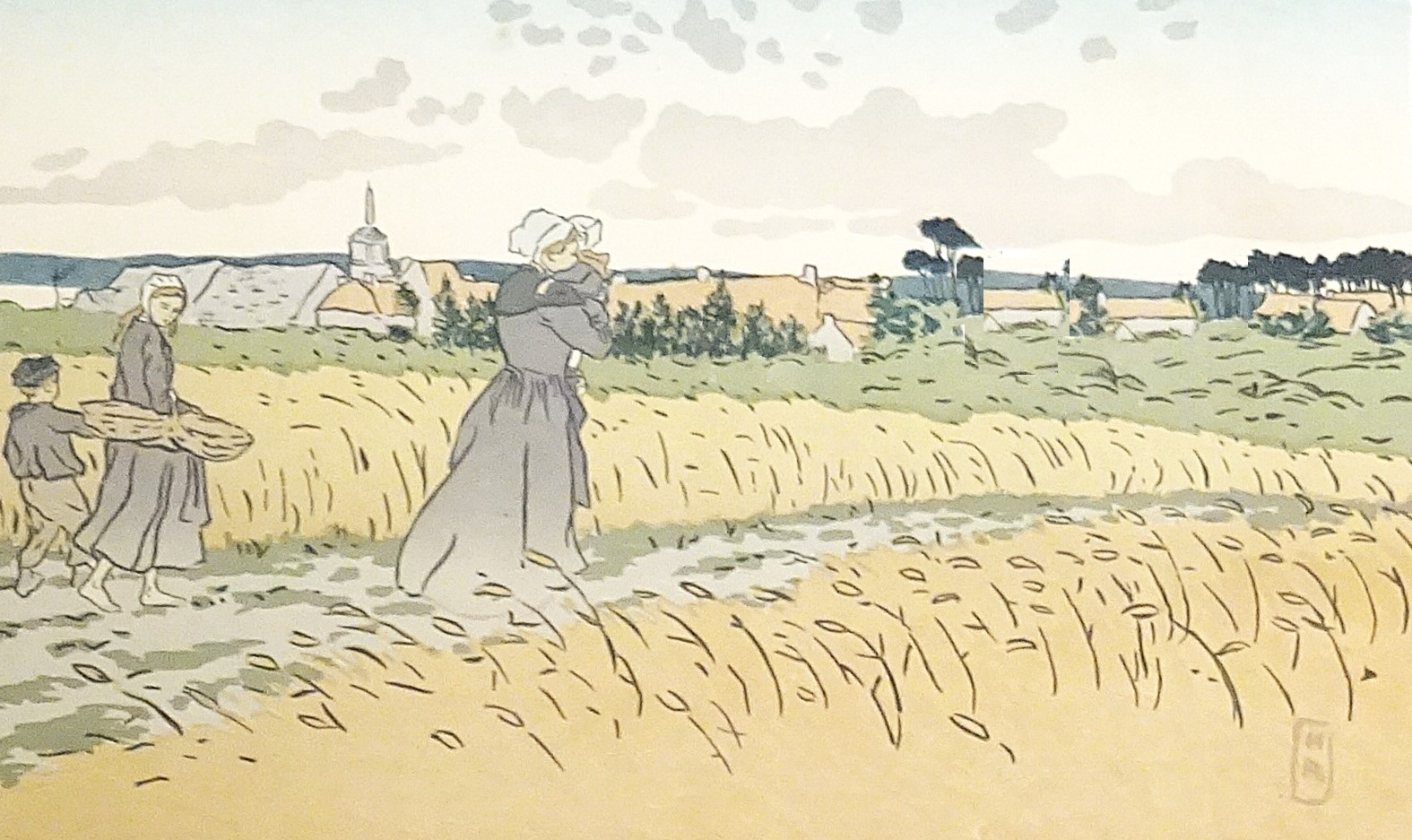
Henri Rivière : Le bourg de Perros-Guirec (lithographie, non daté).
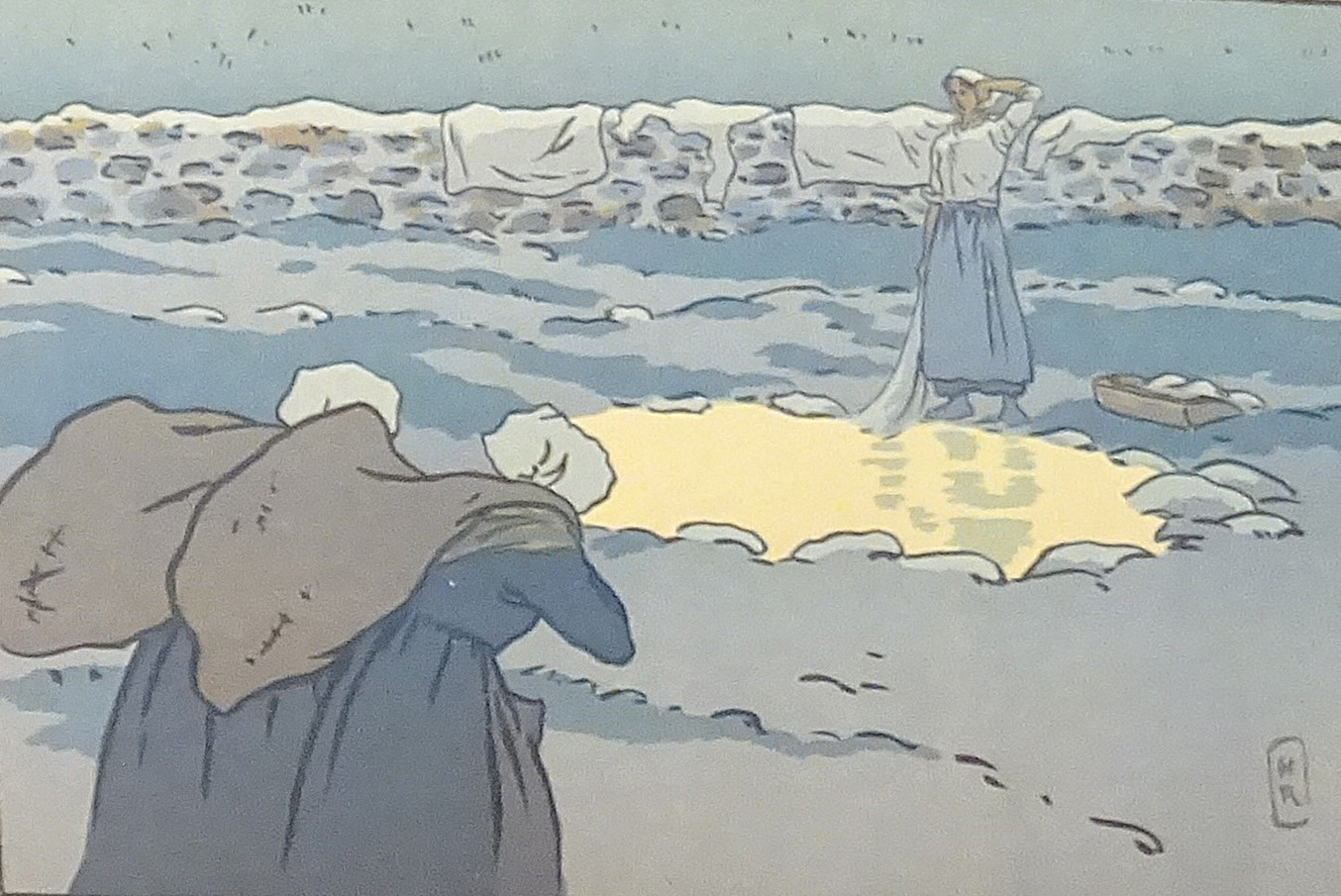
Henri Rivière : Lavoir du Haut Trestraou [Perros-Guirec] (estampe, non daté).
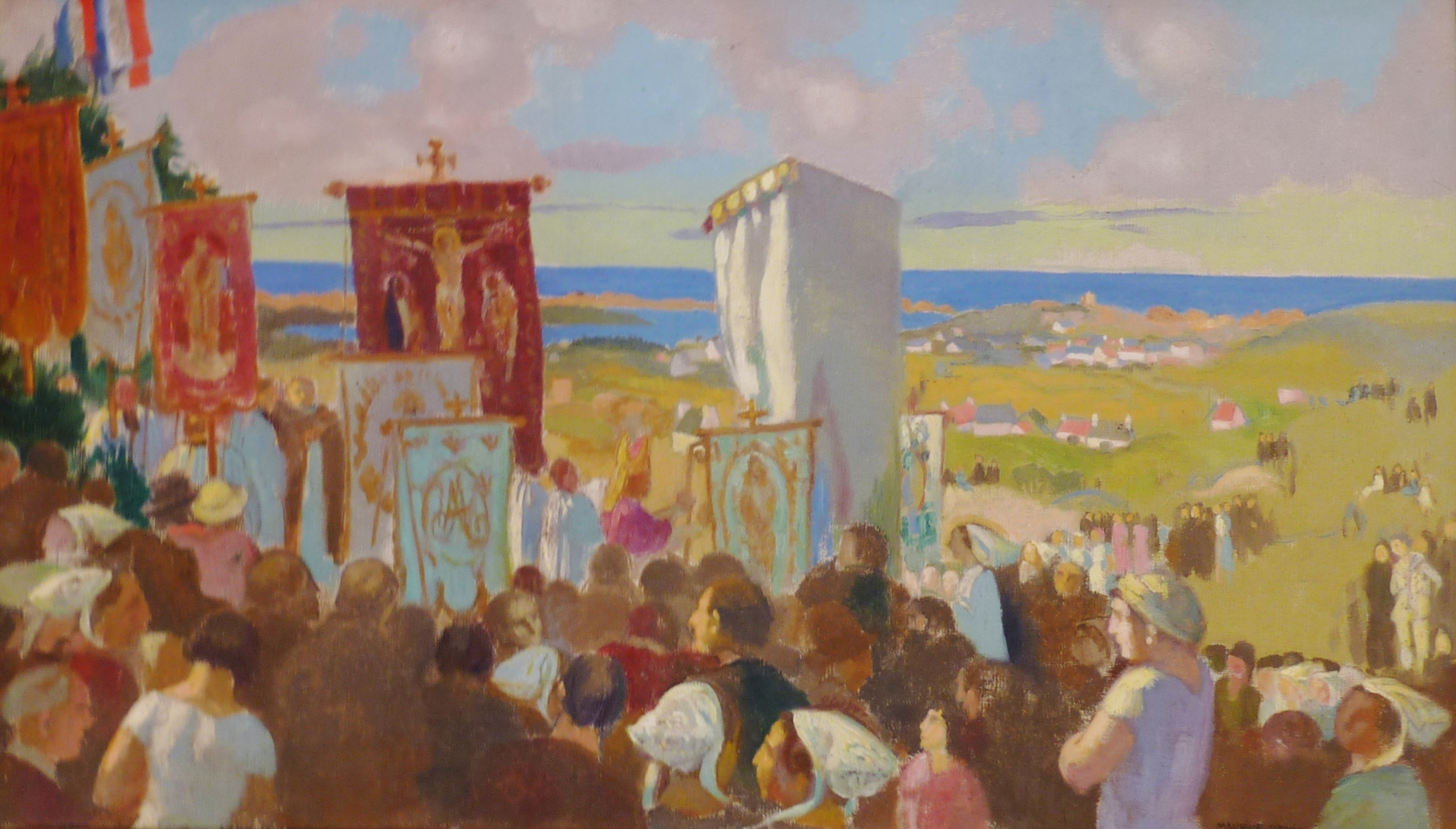
Maurice Denis : Le pardon de Notre-Dame de la Clarté [à Perros-Guirec] (1926, manoir de Kerazan, fondation Astor).
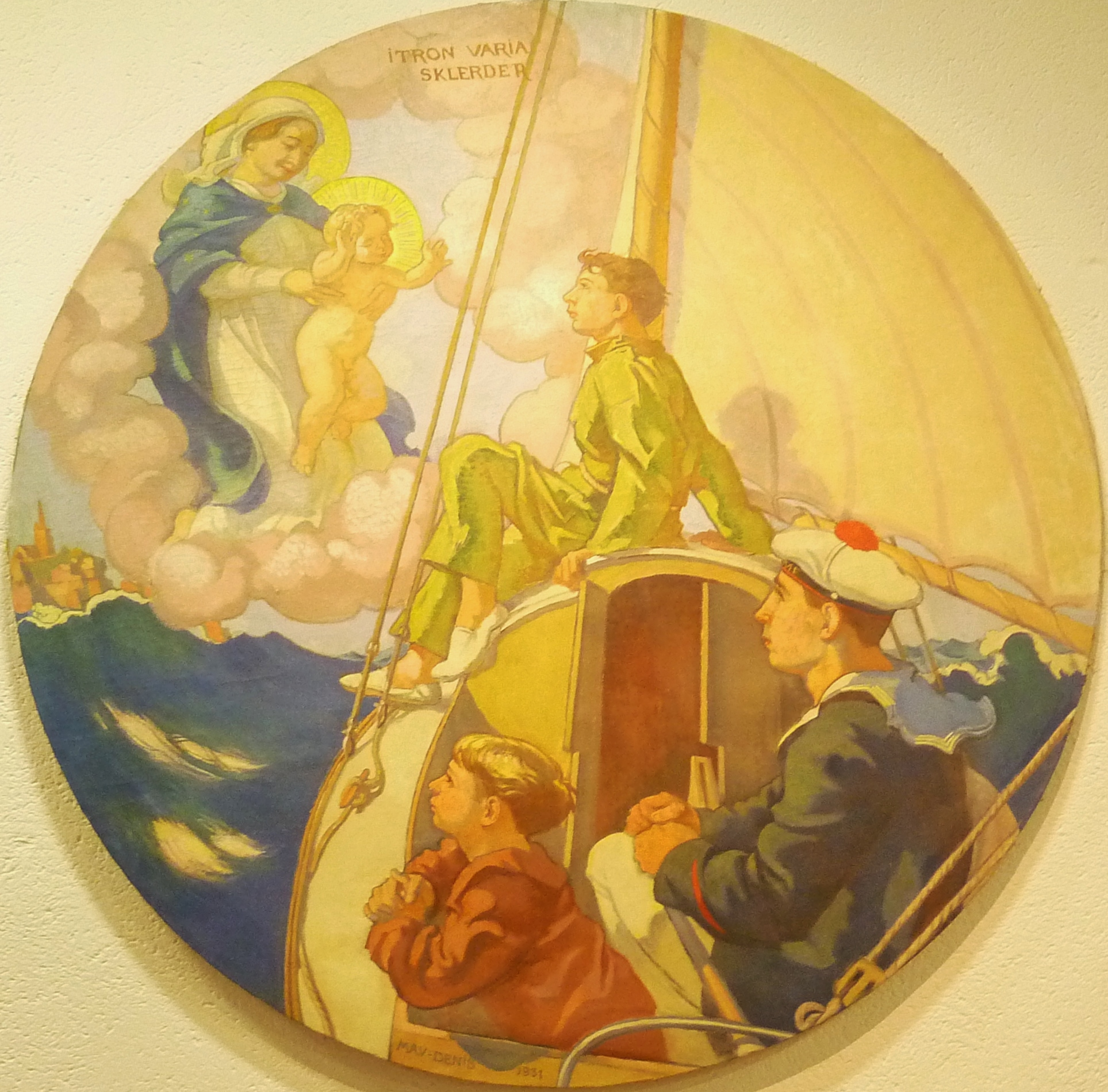
Maurice Denis : Itron Varia Sklerder ou Notre-Dame de la Clarté (huile sur toile, 1931, musée des beaux-arts de Morlaix).

- Autres :
  - Edmond Daynes, Perros-Guirec, le quai, Musée Antoine Vivenel, Compiègne.

### Héraldique
| Blason | Blasonnement : Écartelé d'or et d'azur, au chef d'azur chargé de trois coquilles Saint Jacques d'or. |